# 잉글랜드 국교회
잉글랜드 국교회(영어: Church of England) 또는 잉글랜드 성공회는 잉글랜드의 국교로 헨리 8세가 1532년에서 1536년 사이 로마 가톨릭을 벗어난 독자적인 성공회를 표방하며 성립되었다. 잉글랜드 교회라고도 부른다. 
영국은 연합 왕국으로 스코틀랜드와 북아일랜드 등은 독자적 의회와 사법 기관을 갖고 있어 잉글랜드 성공회의 국교 지위는 잉글랜드 내로만 한정되며 영국 전체의 공식 종교는 기독교로 북아일랜드의 다수 종교인 로마 가톨릭과 스코틀랜드의 국교인 스코틀랜드 장로교회역시 공식 종교에 포함된다.  잉글랜드 성공회는 영국 상원에 26명의 성직 의원이 배정되어 국가 종교로서의 지위를 드러내고 있다. 헨리 8세의 수장령 이후 잉글랜드의 군주가 잉글랜드 성공회의 수장을 겸하고 있으며 2023년 5월 6일 찰스 3세가 대관식을 치름으로써 공식적인 잉글랜드 성공회의 수장직을 계승하였다. 군주의 수장직은 상징적 지위이고, 실제 잉글랜드 성교회의 총괄은 캔터베리 대주교가 맞는다. 2023년 현재 캔터베리 대주교는 저스틴 웰비이다. 캔터베리 대주교는 당연직으로 영국 상원에 소속된다.
잉글랜드 성공회의 성립은 잉글랜드의 종교개혁에 따른 결과이다. 헨리 8세는 아라곤의 캐서린과 이혼이 교황 클레멘스 7세에 의해 거부되자 잉글랜드 교회를 로마 가톨릭에서 분리하여 독자적 교회로 선언하고 자신을 수장으로 하는 수장령을 선포하였다. 이후 클레멘스 7세는 헨리 8세를 파문하였으나 이전의 다른 군주에 대한 파문들과 달리 별다른 실효를 거두지는 못했다. 가톨릭은 잉글랜드 성공회의 성립을 헨리 8세의 정치적 목적에 따른 교회의 분열로 파악하지만 성공회 측은 잉글랜드의 기독교 역사 초창기 부터 있었던 독립적 전통이 바탕에 있었음을 강조한다. 잉글랜드 성공회는 성립 이후에도 가톨릭의 의례와 교리를 유지하였으나 에드워드 6세 시기부터 가톨릭의 의례에서 벗어나기 시작하였고 뒤를 이은 메리 1세의 가톨릭 복귀 시도가 실패한 가운데 그 뒤의 엘리자베스 1세가 잉글랜드 성공회의 의례들을 정비하였다. 엘리자베스 1세의 성공회 신조와 의례 정비는 로마 가톨릭과 당시 유럽에서 한창 진행중이던 개신교의 종교 개혁을 절충한 것으로 평가받는다.
잉글랜드는 성공회를 국교로 선포한 뒤 한 동안 다른 믿음을 허용하지 않았고 이 때문에 많은 갈등과 폭력적 대립이 있었다. 찰스 1세 시기 개신교인 청교도가 주축이 되어 발생한 잉글랜드 내전은 결국 찰스 1세를 처형하고 공화국을 선포하였으며, 올리버 크롬웰의 사후 왕정 복고로 잉글랜드의 왕위에 오른 찰스 2세는 잉글랜드 성공회의 수장이 되었으나 즉위 전 자신이 지니고 있던 로마 가톨릭 신앙을 보호하고자 1672년 종교 관용령을 선포하였다. 이를 가톨릭 복귀 시도로 파악한 영국 의회는 이듬해인 1673년 심사율을 의결하고 국왕의 선포를 강제하여 잉글랜드 성공회 신자만이 공직을 맡을 수 있도록 하였다. 심사율은 기독교 의례의 핵심 가운데 하나인 성찬례에서 밀병과 포도주의 성변화에 대한 로마 가톨릭과 성공회 사이의 해석 차이를 확인하는 것으로 공직에 임명되는 사람은 서면으로 자신이 로마 가톨릭의 해석을 따르지 않는다고 확인하여야 하였다. 심사율에 따른 공직 제한은 이후 잉글랜드 내에서 19세기 까지도 유지되면서 많은 사회적 갈등을 일으켰고 1828년에 이르러서야 폐지되었다.
오늘날 영국에서 기독교 신자의 비율은 계속하여 내려가 2021년 잉글랜드-웨일스 인구 센서스에서 처음으로 과반에 미치지 못하였고 이 때문에 잉글랜드 내에서는 성공회의 국교 지위 폐지 주장이 나오기도 하였다.

## 역사

### 종교개혁 이전 잉글랜드 교회
잉글랜드 교회의 유래는 테르툴리아누스가 200년경 영국에 주둔하던 로마 군대에 기독교인이 있었다는 기록을 남긴 것이나, 325년 니케아 공의회에 잉글랜드 교회도 참여했다는 아타나시우스의 설명을 볼 때에 최소 2세기 이후 시작된 것으로 보인다. 6세기 말에는 아우구스티노가 초대 캔터베리 대주교가 되어 잉글랜드 교회를 더욱 발전시켰으며, 6세기 휘트비 회의를 통해 로마 교황청에 완전히 일치되었다. 15세기 서방 교회의 분열 때는 로마측을 지지하였다.

### 잉글랜드 종교개혁
16세기 유럽 종교 개혁의 영향과 국내외의 종교, 정치 요인 등으로 헨리 8세가 캔터베리 대주교 토머스 크랜머의 건의로 잉글랜드 교회의 로마교회로부터의 독립을 선언한 잉글랜드 종교개혁으로 잉글랜드 성공회의 기틀이 잡혔다. 잉글랜드 종교개혁 시기에 잉글랜드 성공회에서는 전례(Liturgy)가 개혁되었는데, 종교개혁자 토머스 크랜머 캔터베리 대주교는 교육을 많이 받지 못한 평신도들도 이해하기 쉽도록 1549년 영문 성공회 기도서를 작성하였으며, 아침·저녁기도와 감사성찬례 때마다 영문 성서를 쓰도록 하였다. 이러한 종교 개혁 전통은 세계성공회공동체 성격형성에도 영향을 주어, 현재 각 지역 성공회들은 자신들이 속한 지역말로 만든 성공회 기도서와 성서를 사용하고 있다.
메리 여왕 때 로마 가톨릭 복귀 운동으로 휴 레티머 주교, 토머스 크랜머 대주교 등의 성공회 성직자들이 순교하는 등 탄압을 받았으나, 엘리자베스 1세 여왕이 즉위하여 잉글랜드 성공회를 부활시킴에 따라, 영국 성공회는 명실공히 잉글랜드의 국교로 확립된다.

### 세계성공회공동체 형성
18세기 산업혁명기에는 존 웨슬리 신부의 감리교 운동, 복음주의 신앙을 가진 성공회 평신도들의 사회참여(로버트 레이크스의 주일학교 운동, 윌리엄 윌버포스의 노예폐지운동)등의 복음주의 운동이 활발했으며, 1830년대에는 옥스퍼드 대학교를 중심으로 진행되던 옥스퍼드 운동으로 성공회의 보편적 교회(Catholic)전통들이 회복되었다. 또한 근대 성공회는 대영제국의 식민지 개척과 선교사들의 활발한 해외선교활동으로 아프리카, 아시아, 아메리카 등으로 교세가 퍼져나가면서 잉글랜드 성공회(Church of England)에서 세계성공회공동체(Anglican Communion)로 발전하였다.

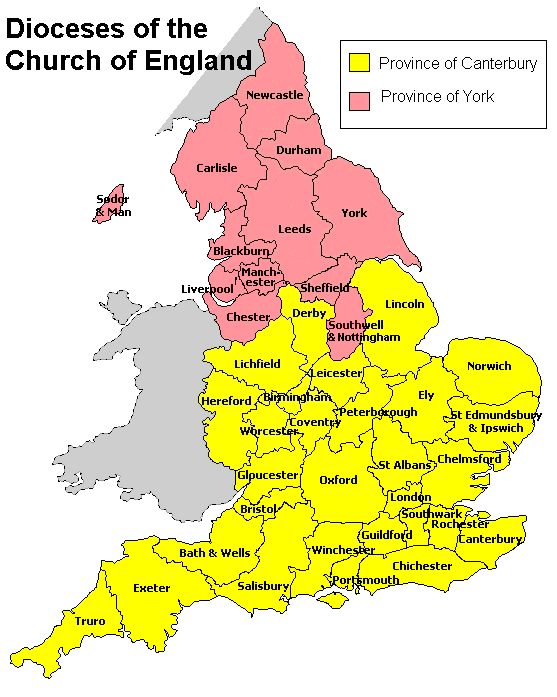
잉글랜드 성공회의 교구 지도

## 교구

### 캔터베리 관구

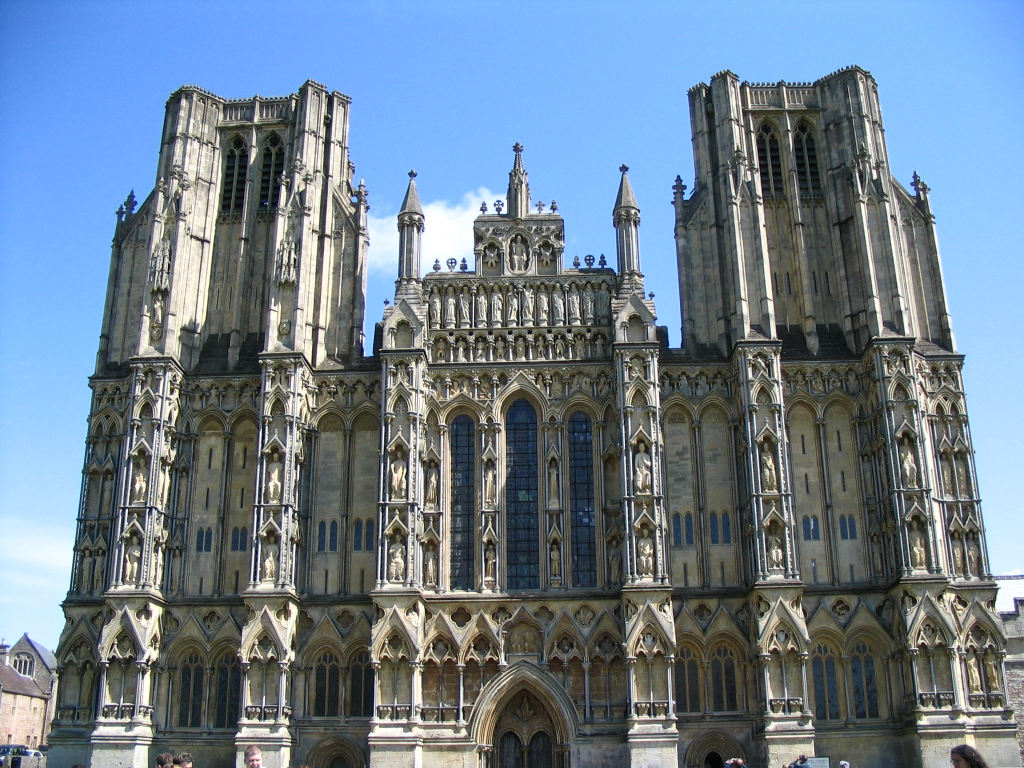
바스-웰스 교구 (웰스 대성당)
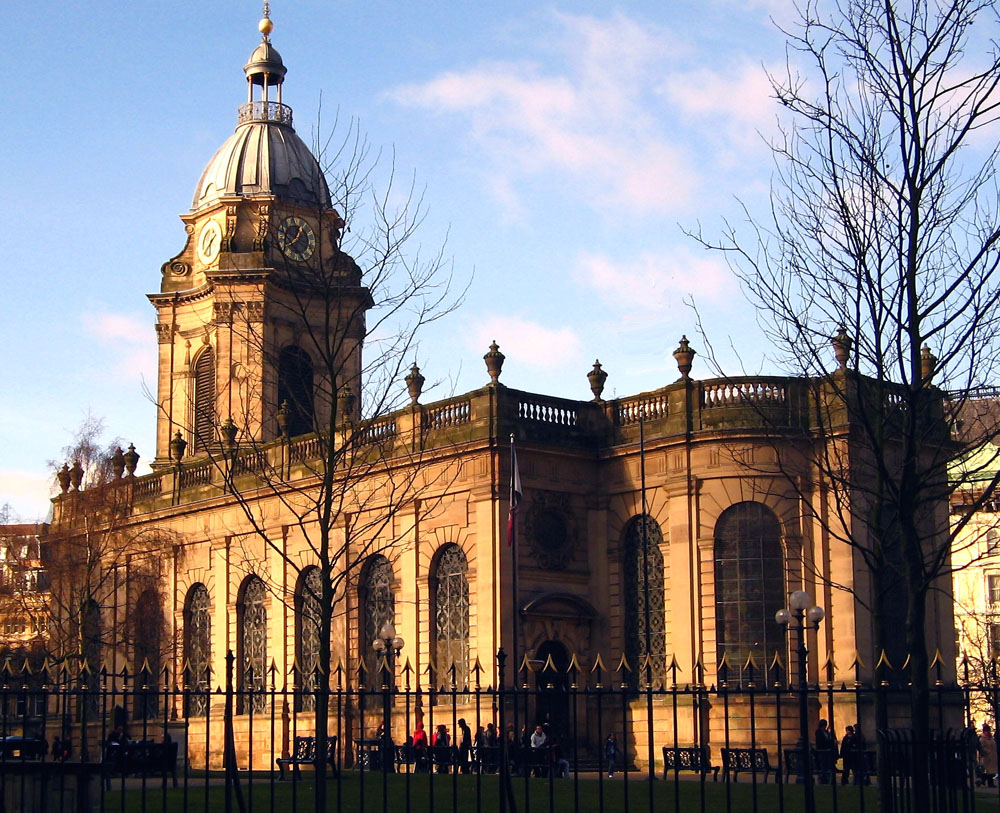
버밍엄 교구 (버밍엄 대성당)
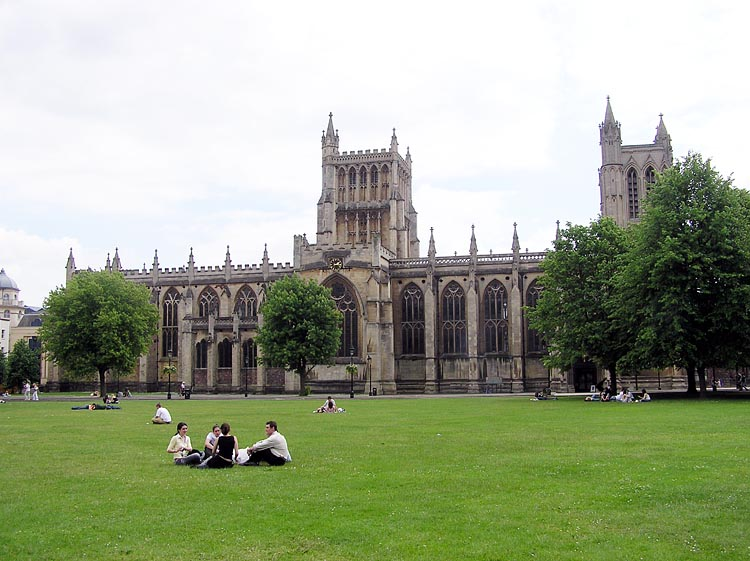
브리스톨 교구 (브리스톨 대성당)
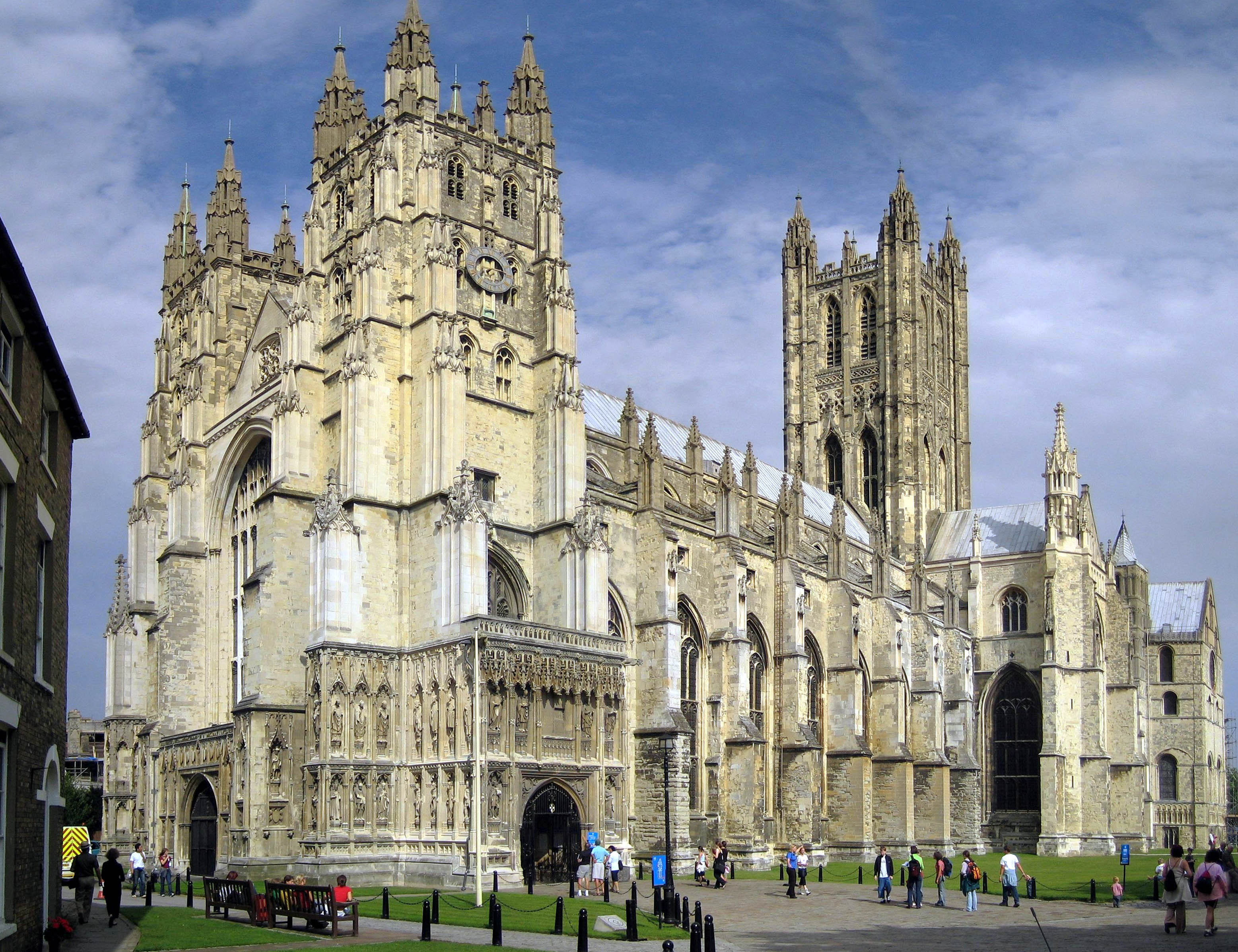
캔터베리 교구 (캔터베리 대성당)
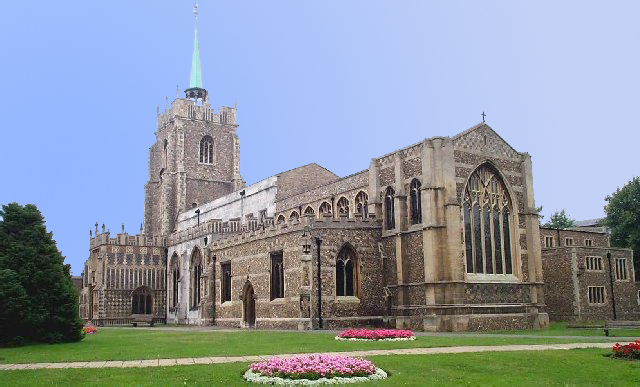
첼름스퍼드 교구 (첼름스퍼드 대성당)
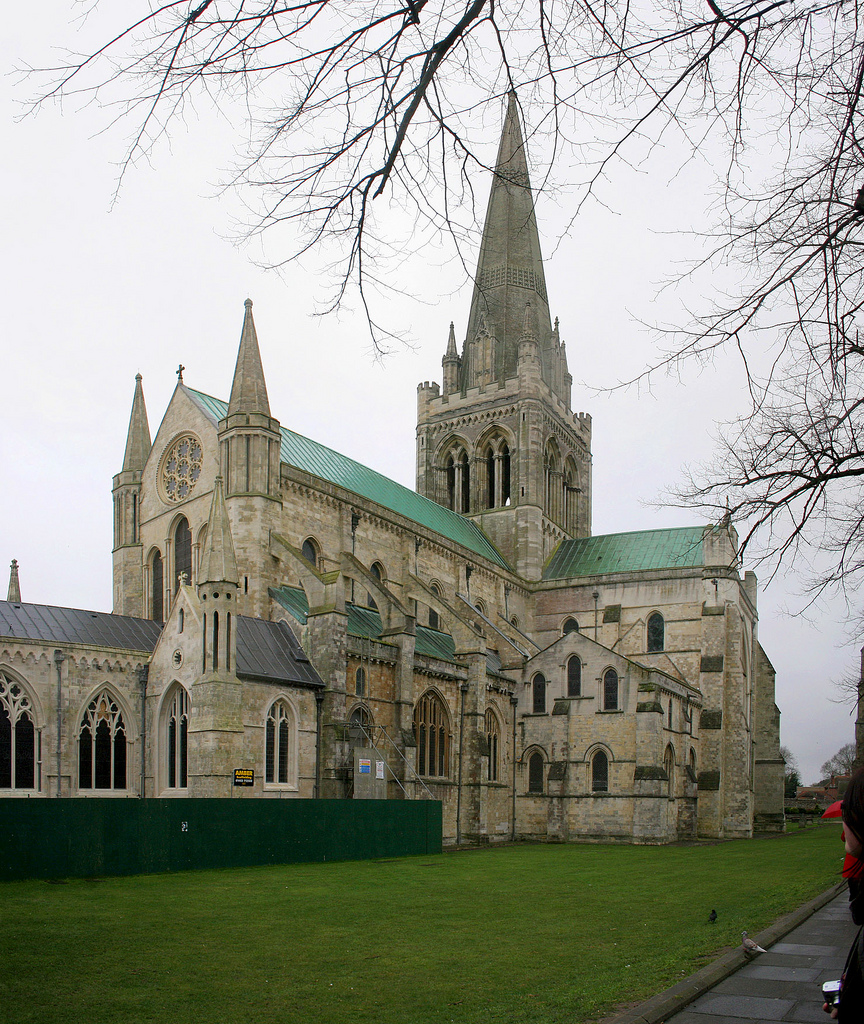
치체스터 교구 (치체스터 대성당)
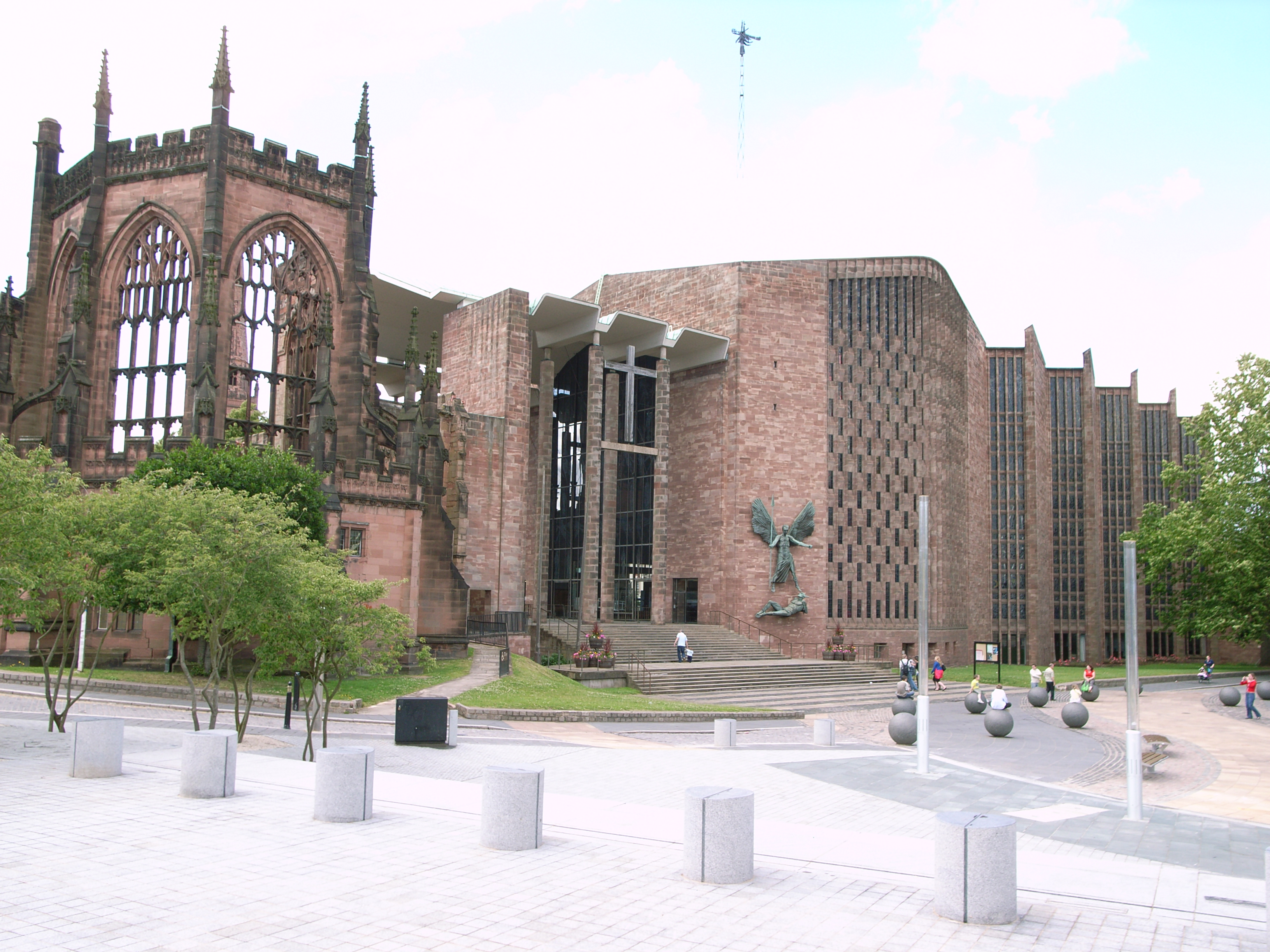
코벤트리 교구 (코벤트리 대성당)
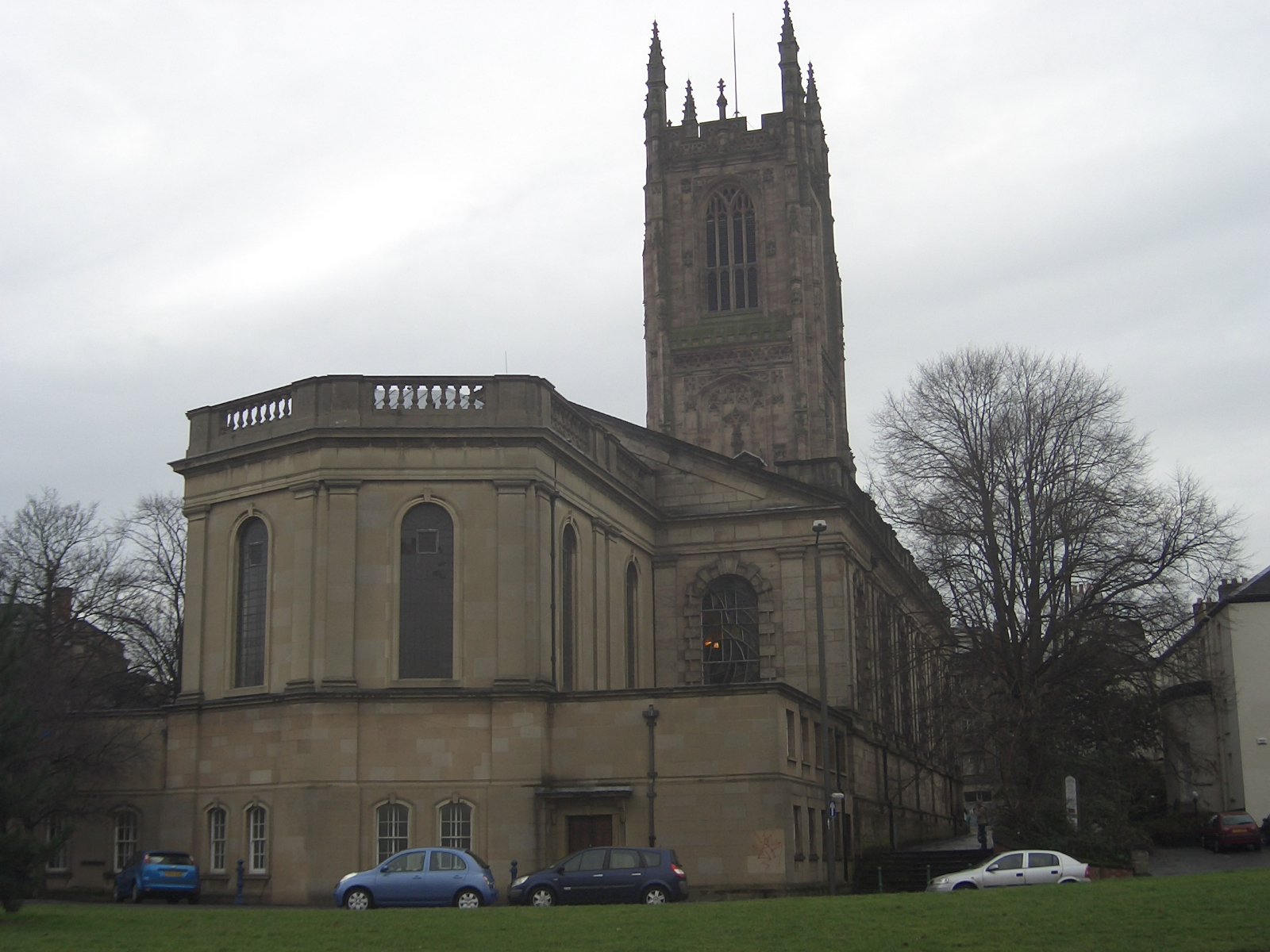
더비 교구 (더비 대성당)
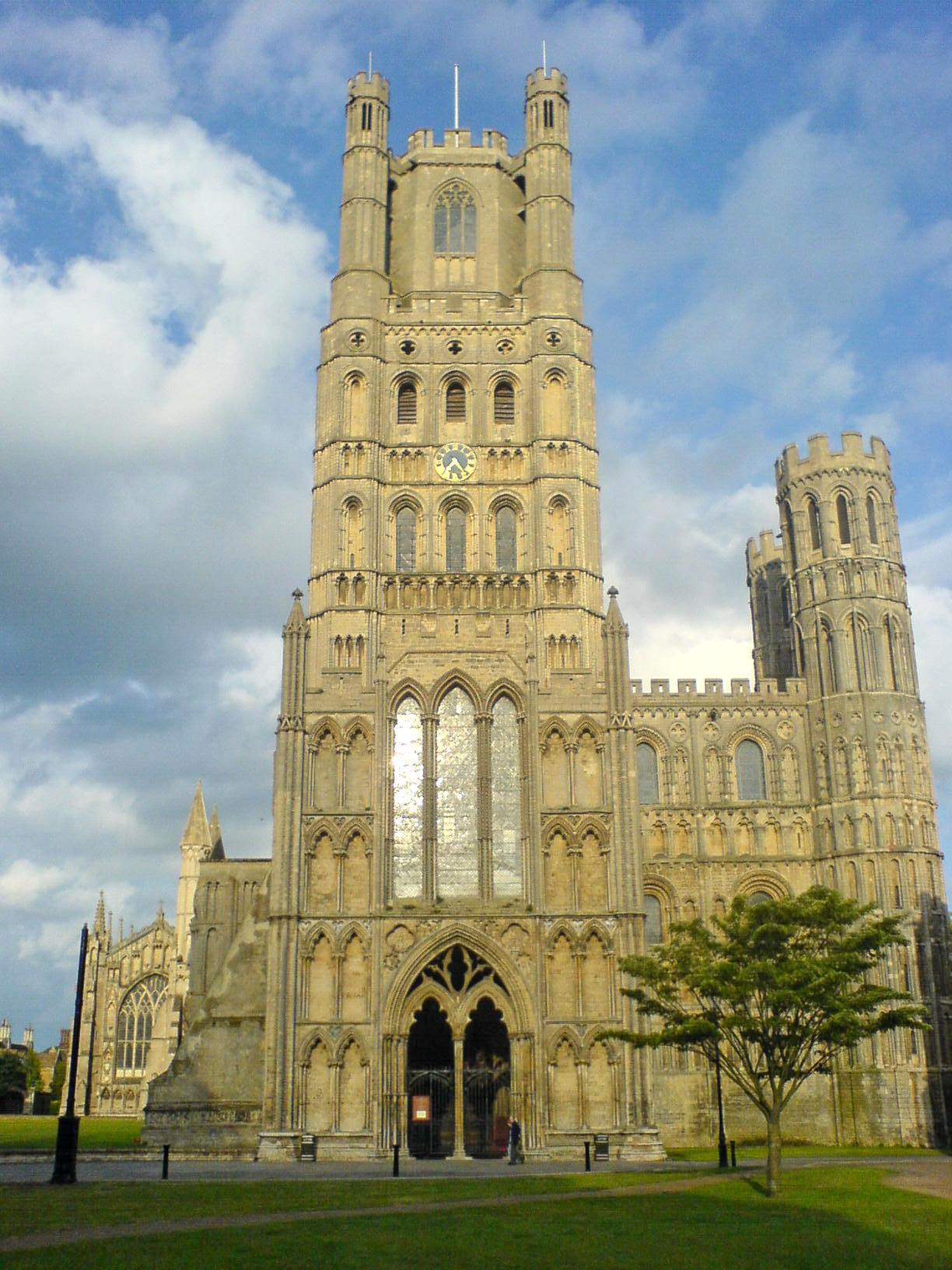
일리 교구 (일리 대성당)
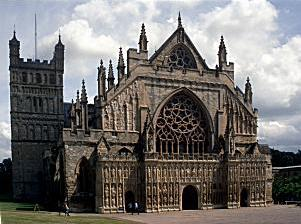
엑세터 교구 (엑세터 대성당)
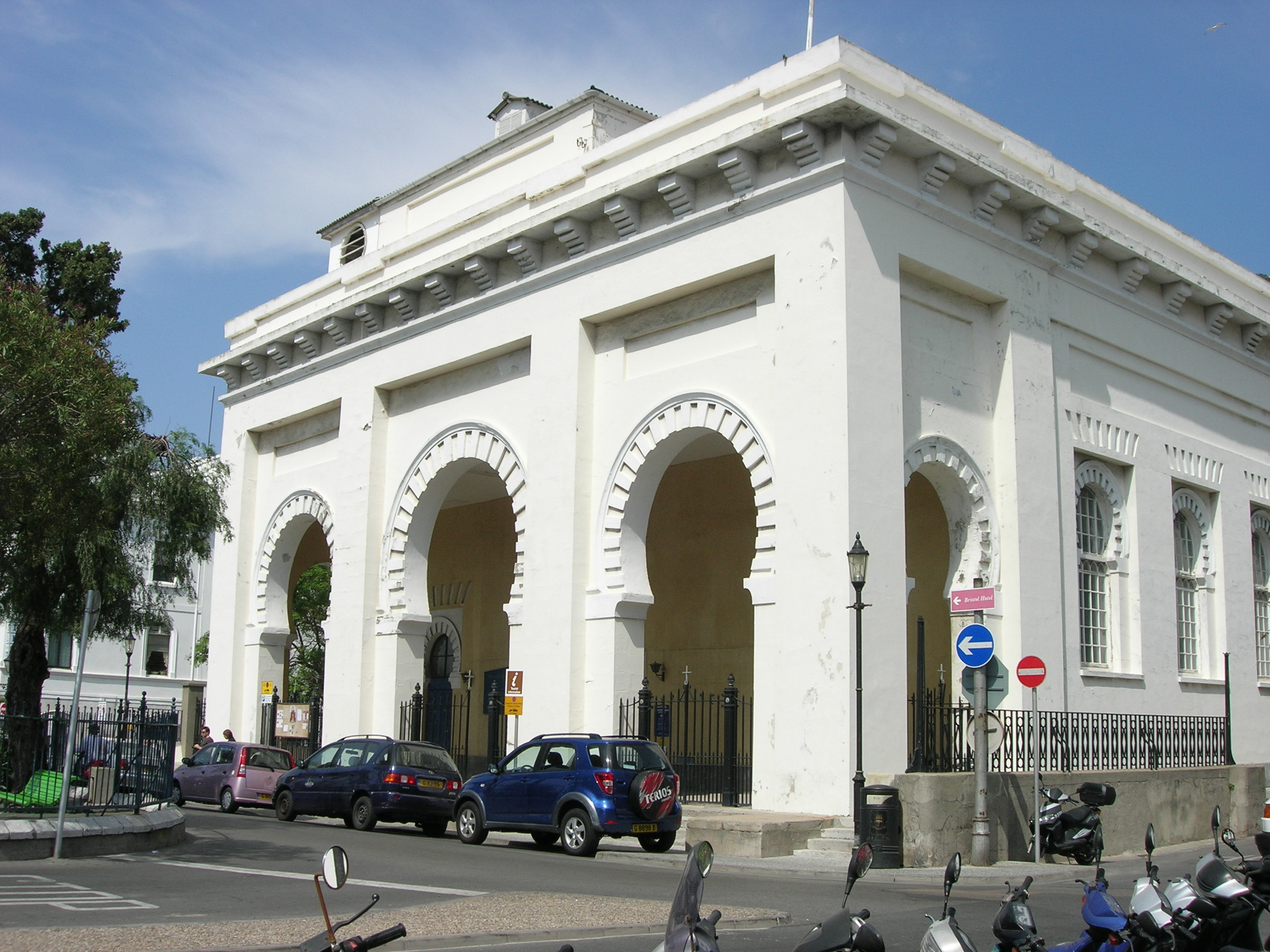
지브롤터 교구 (지브롤터 대성당)
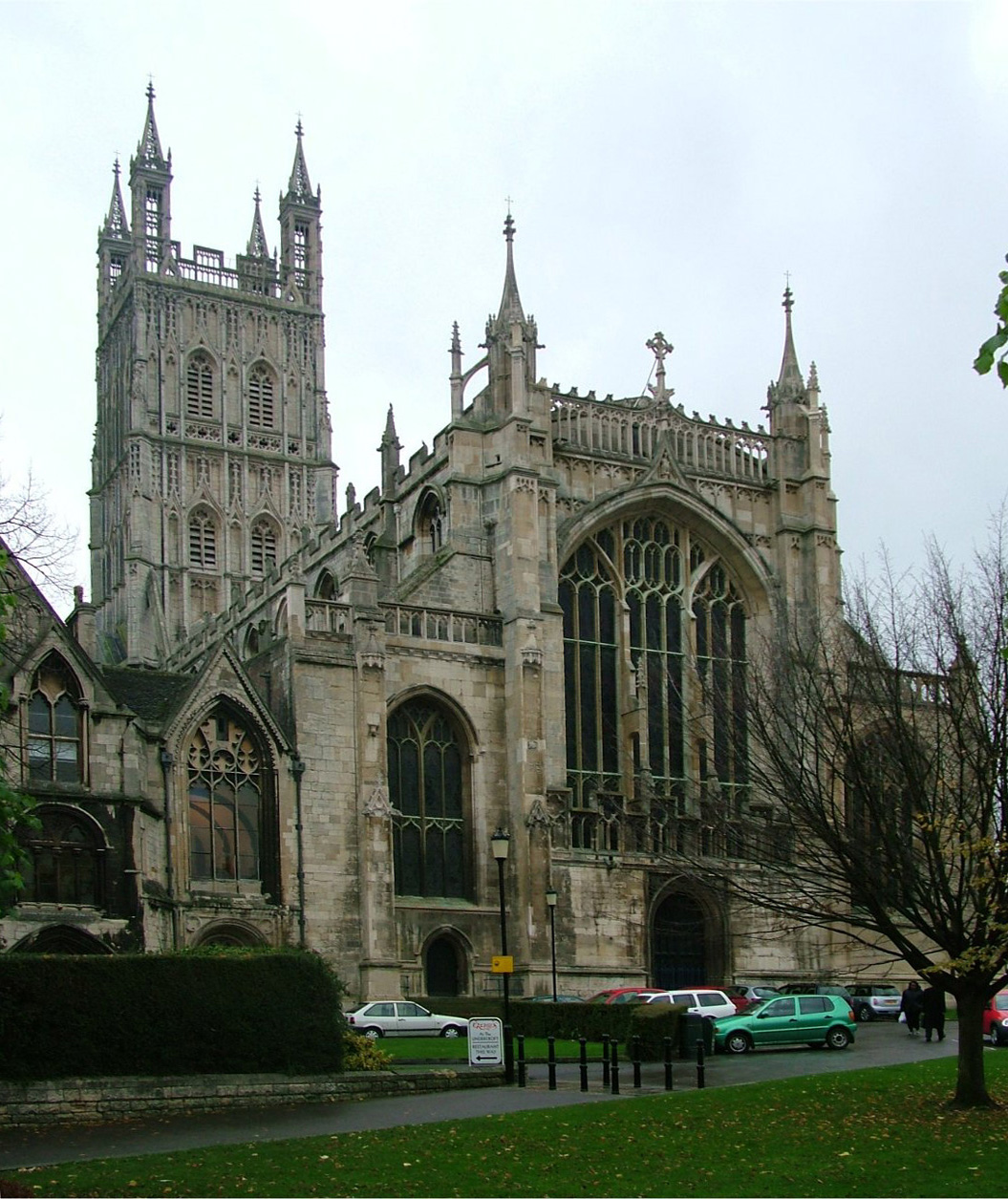
글로스터 교구 (글로스터 대성당)
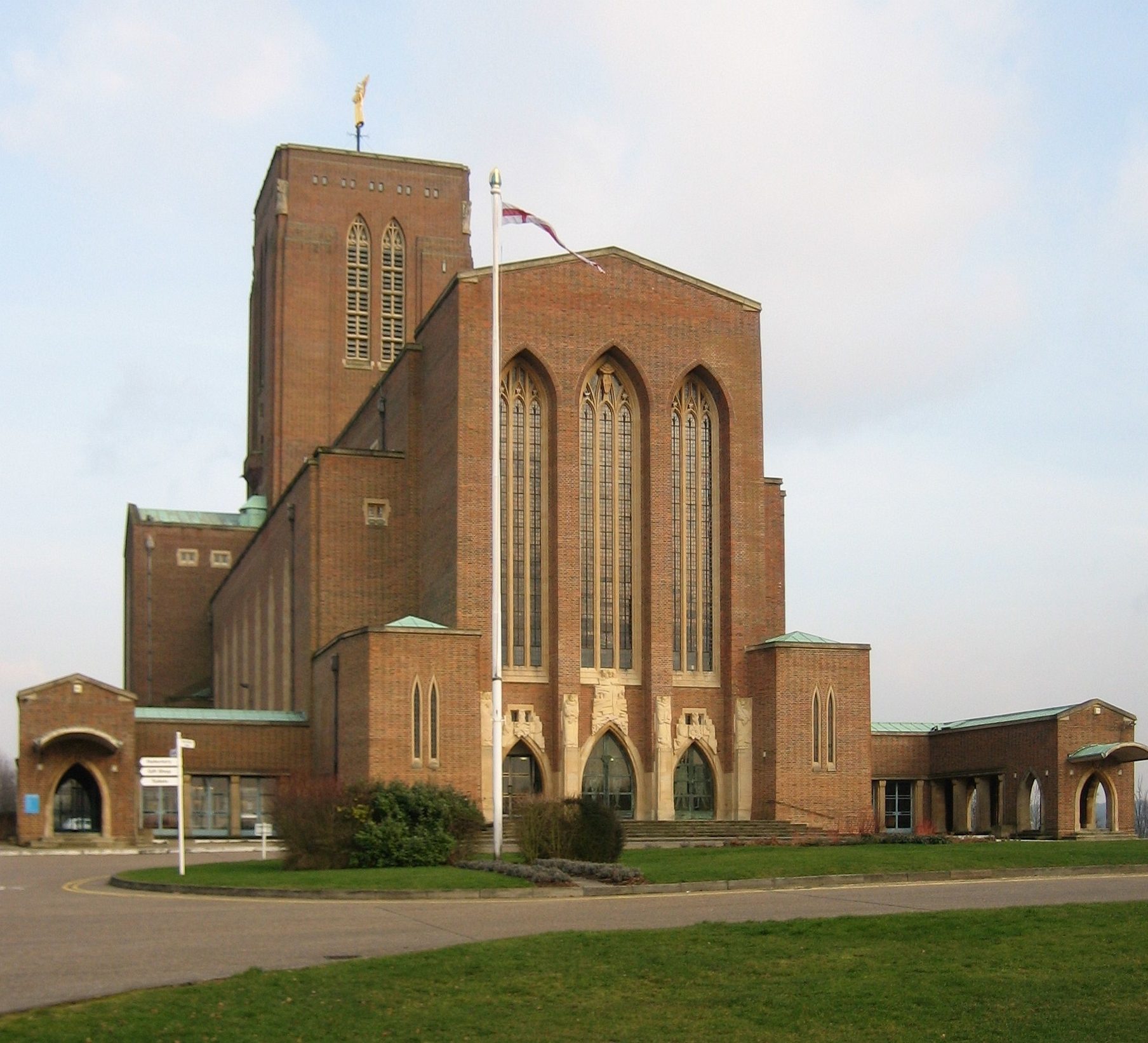
길퍼드 교구 (길퍼드 대성당)
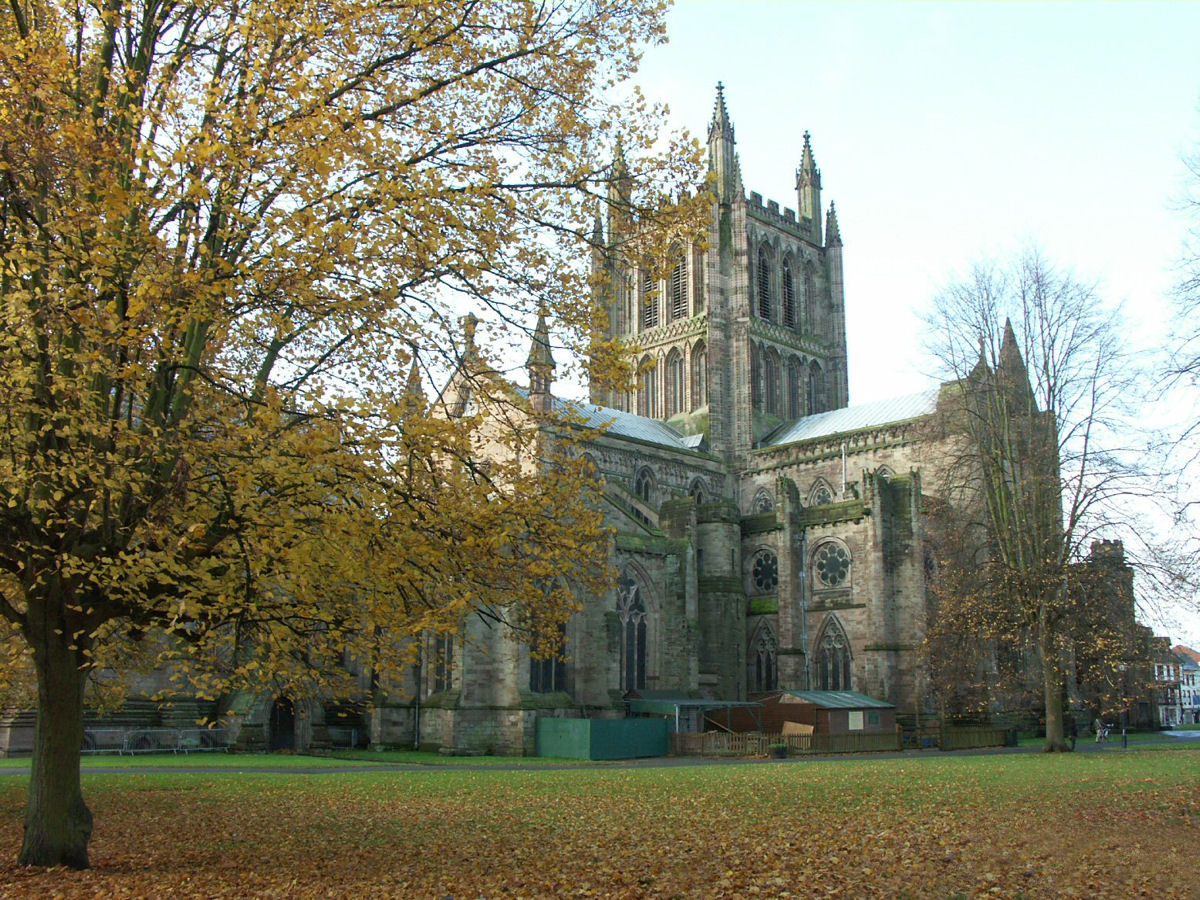
헤러퍼드 교구 (헤러퍼드 대성당)
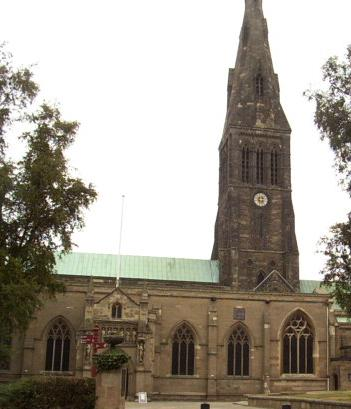
레스터 교구 (레스터 대성당)
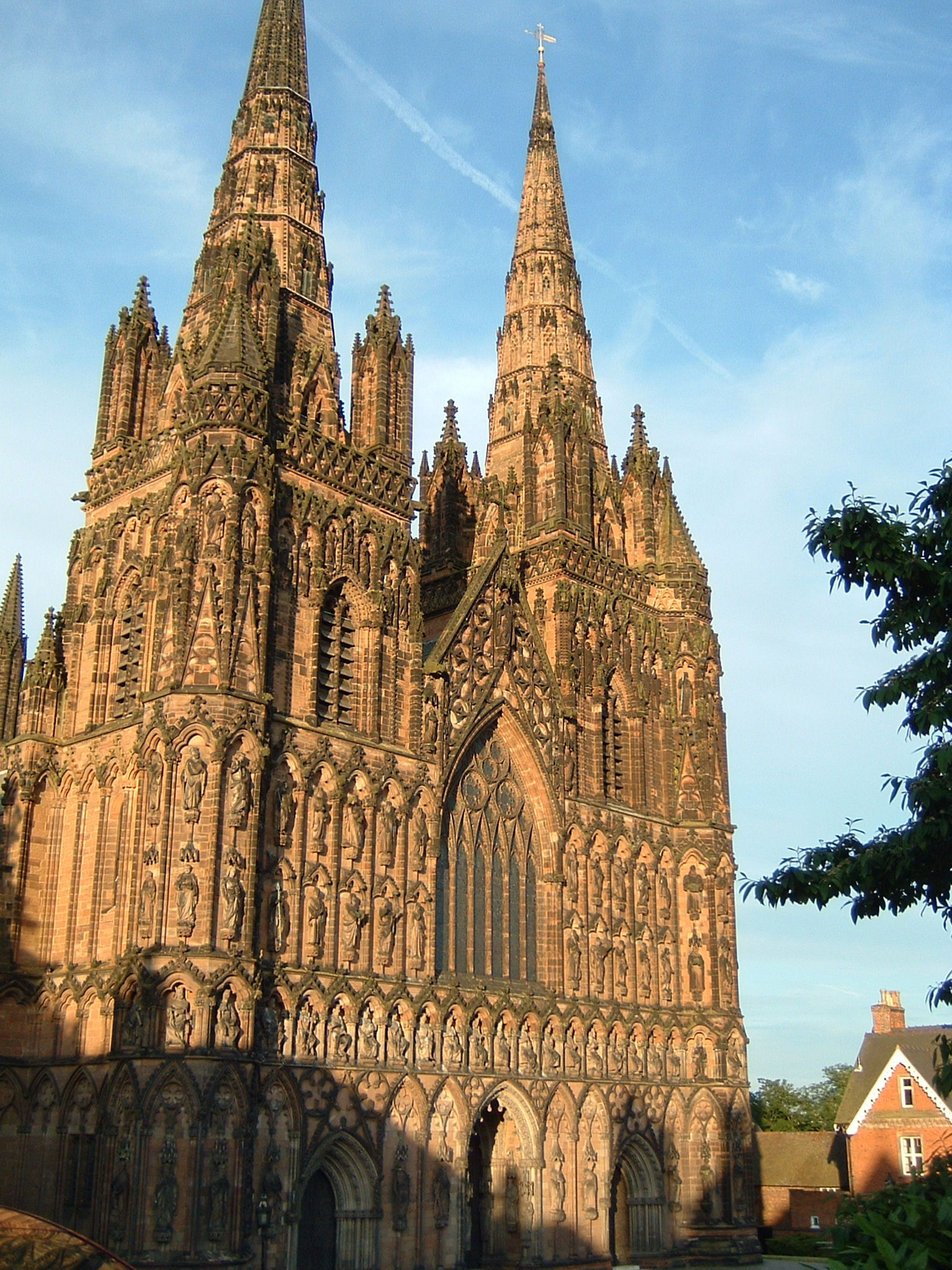
리치필드 교구 (리치필드 대성당)
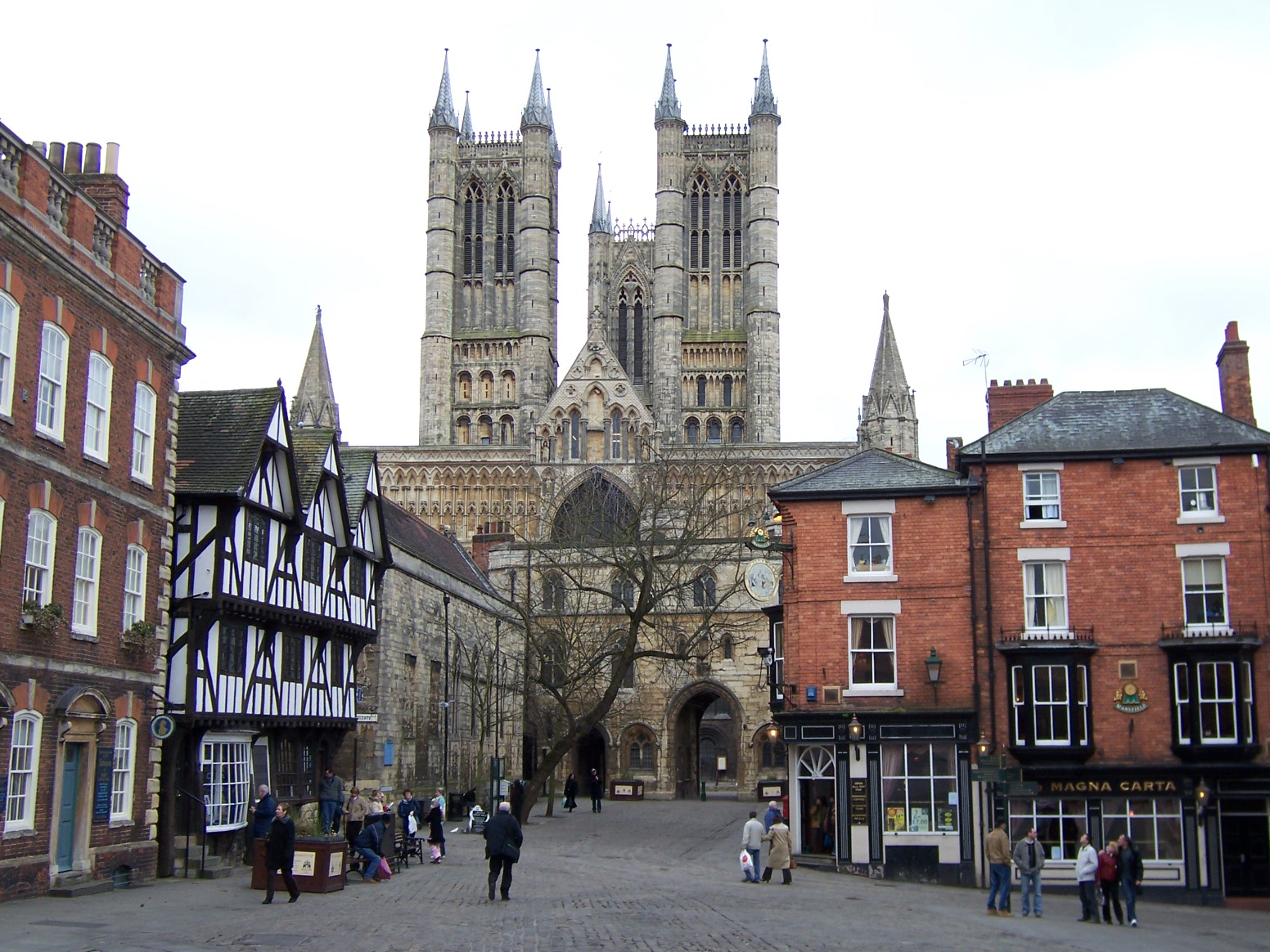
링컨 교구 (링컨 대성당)
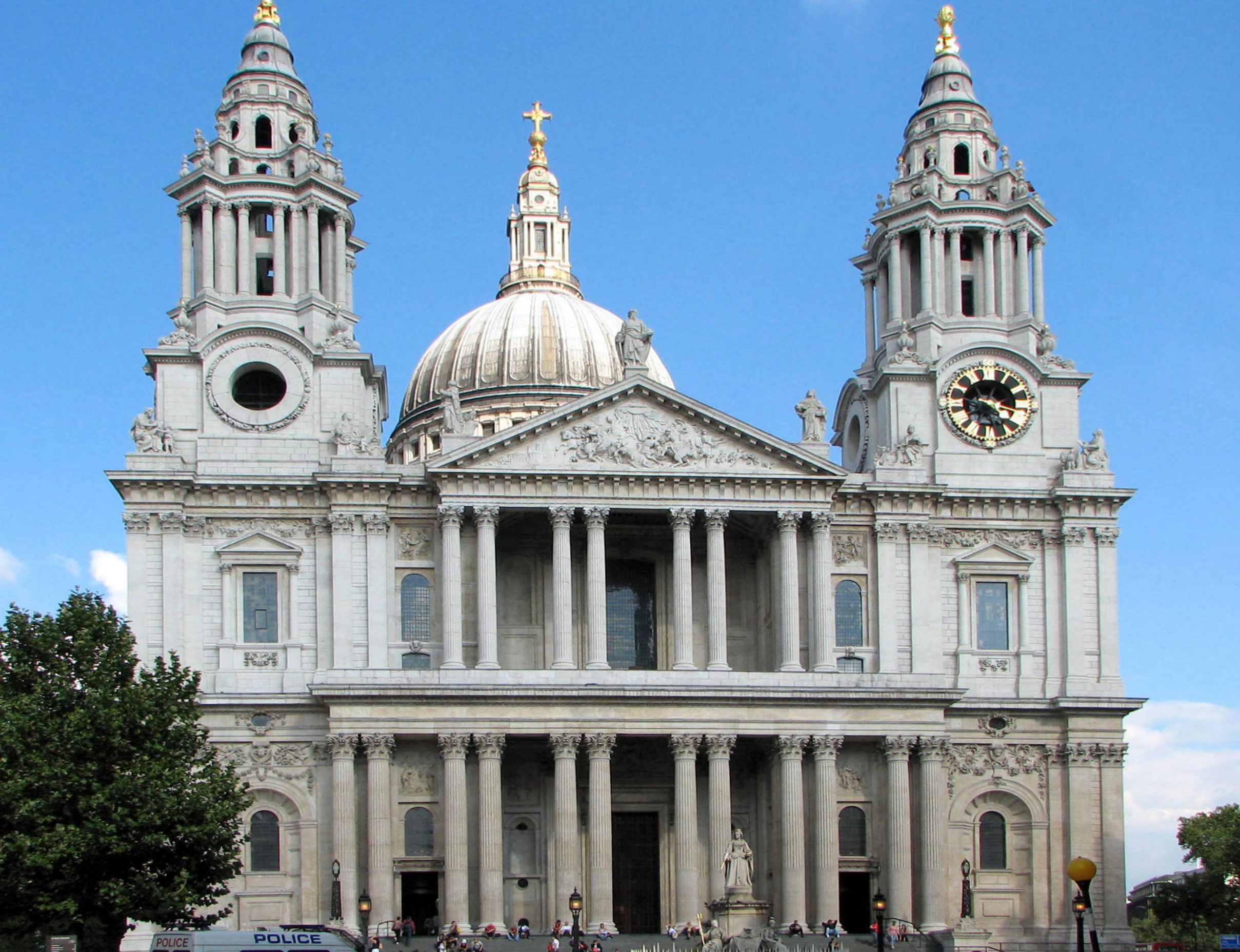
런던 교구 (세인트 폴 대성당)
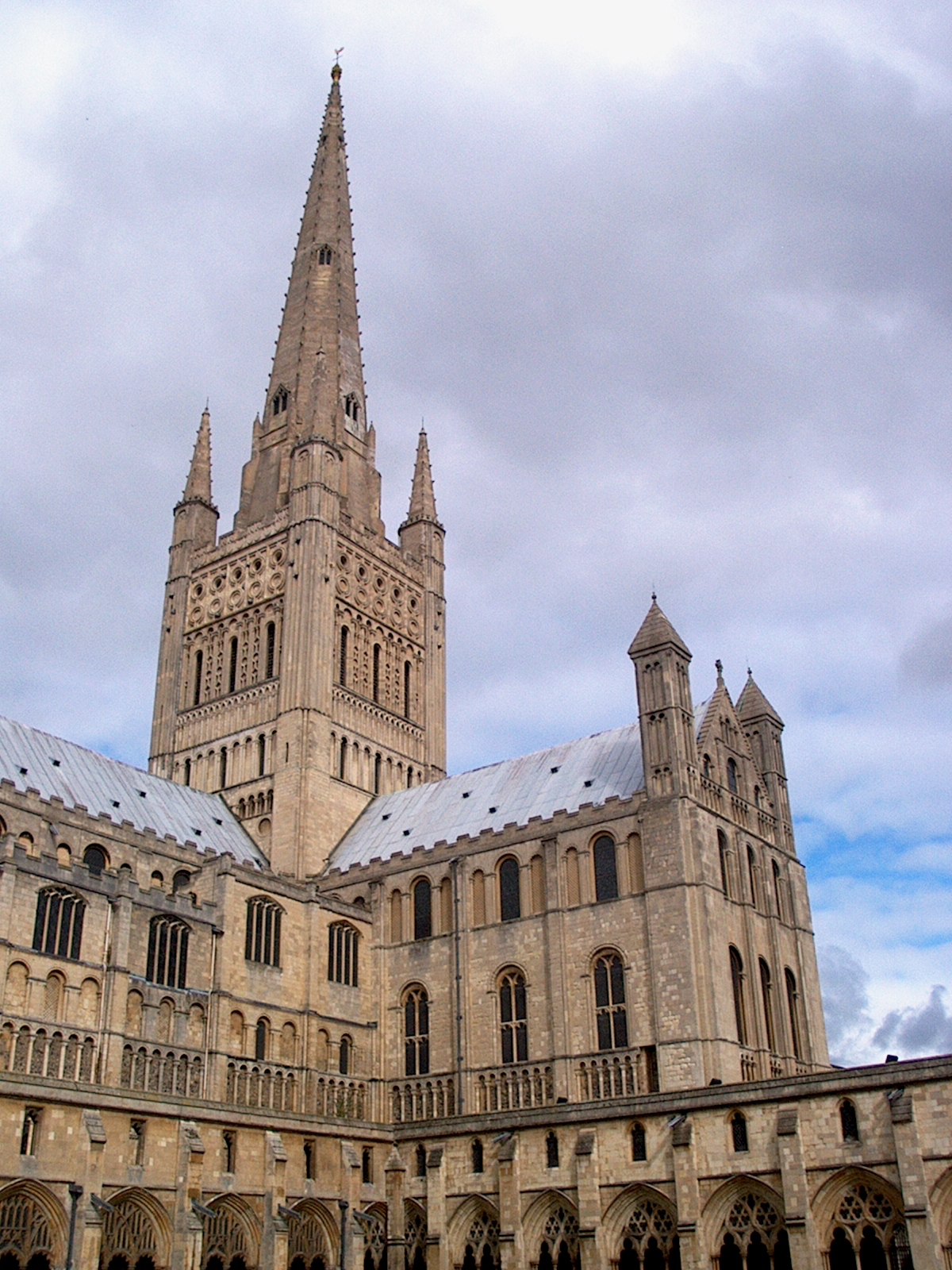
노리치 교구 (노리치 대성당)
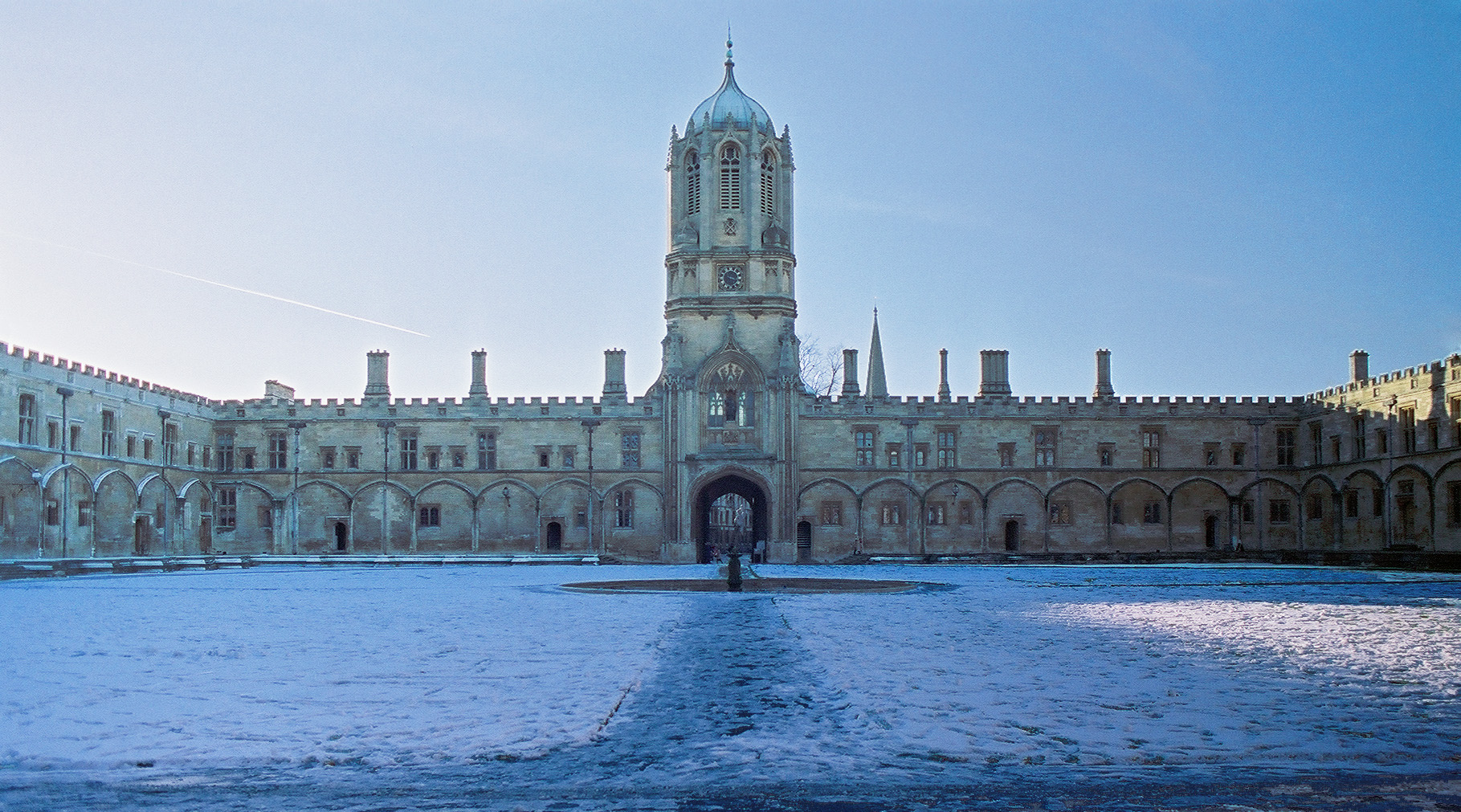
옥스퍼드 교구
(그리스도 교회당)[16]
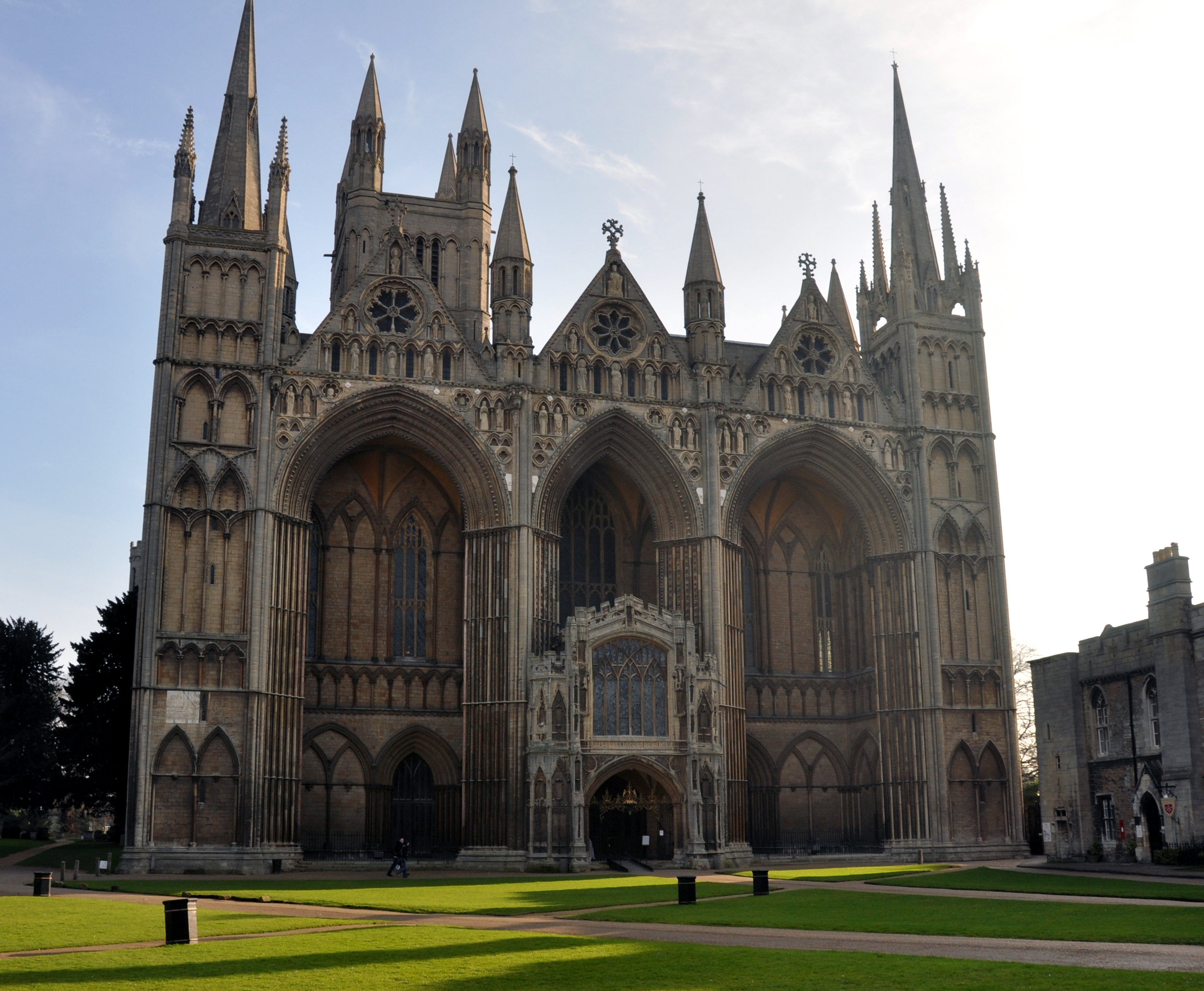
피터버러 교구 (피터버러 대성당)
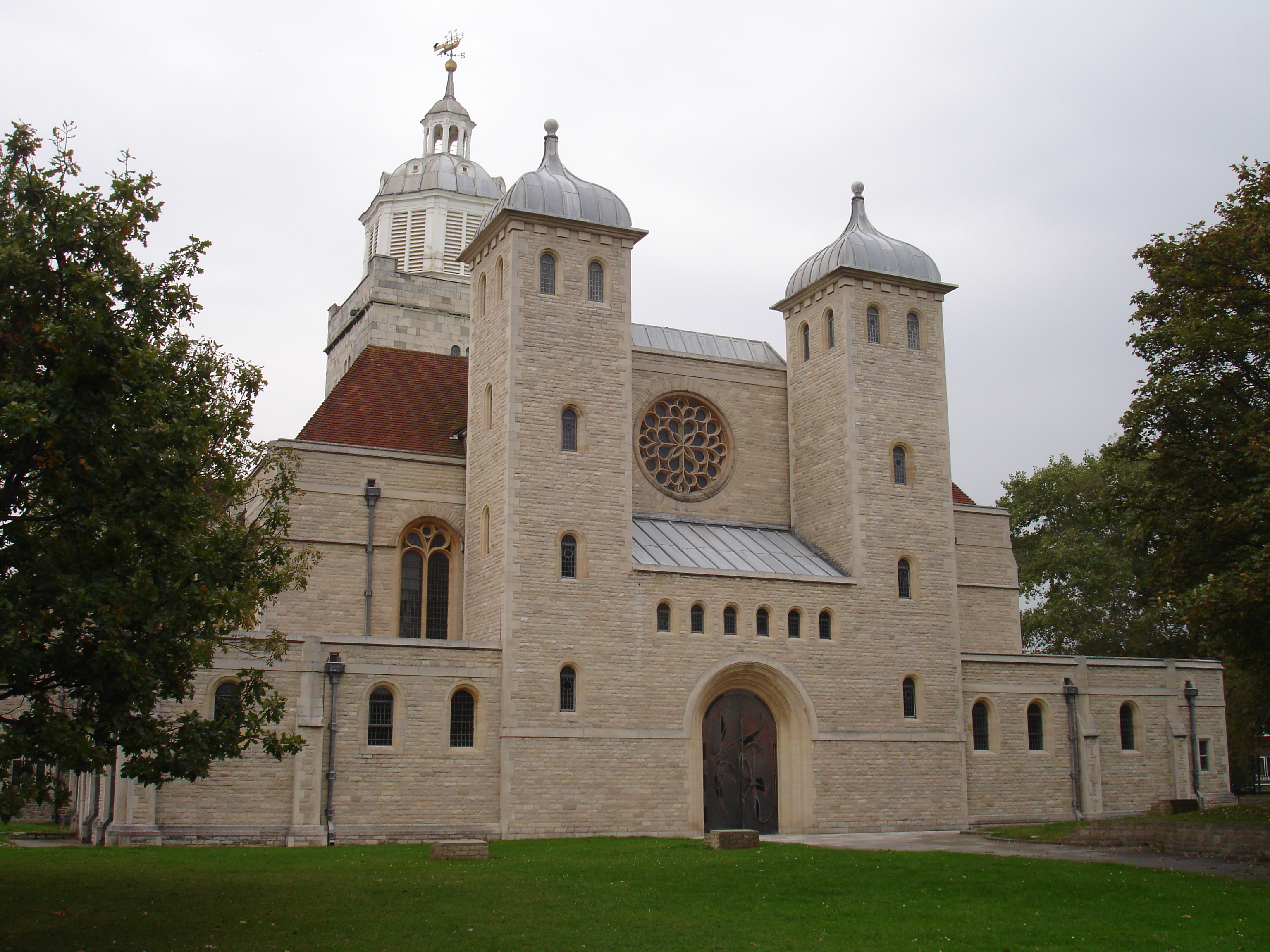
포츠머스 교구 (포츠머스 대성당)
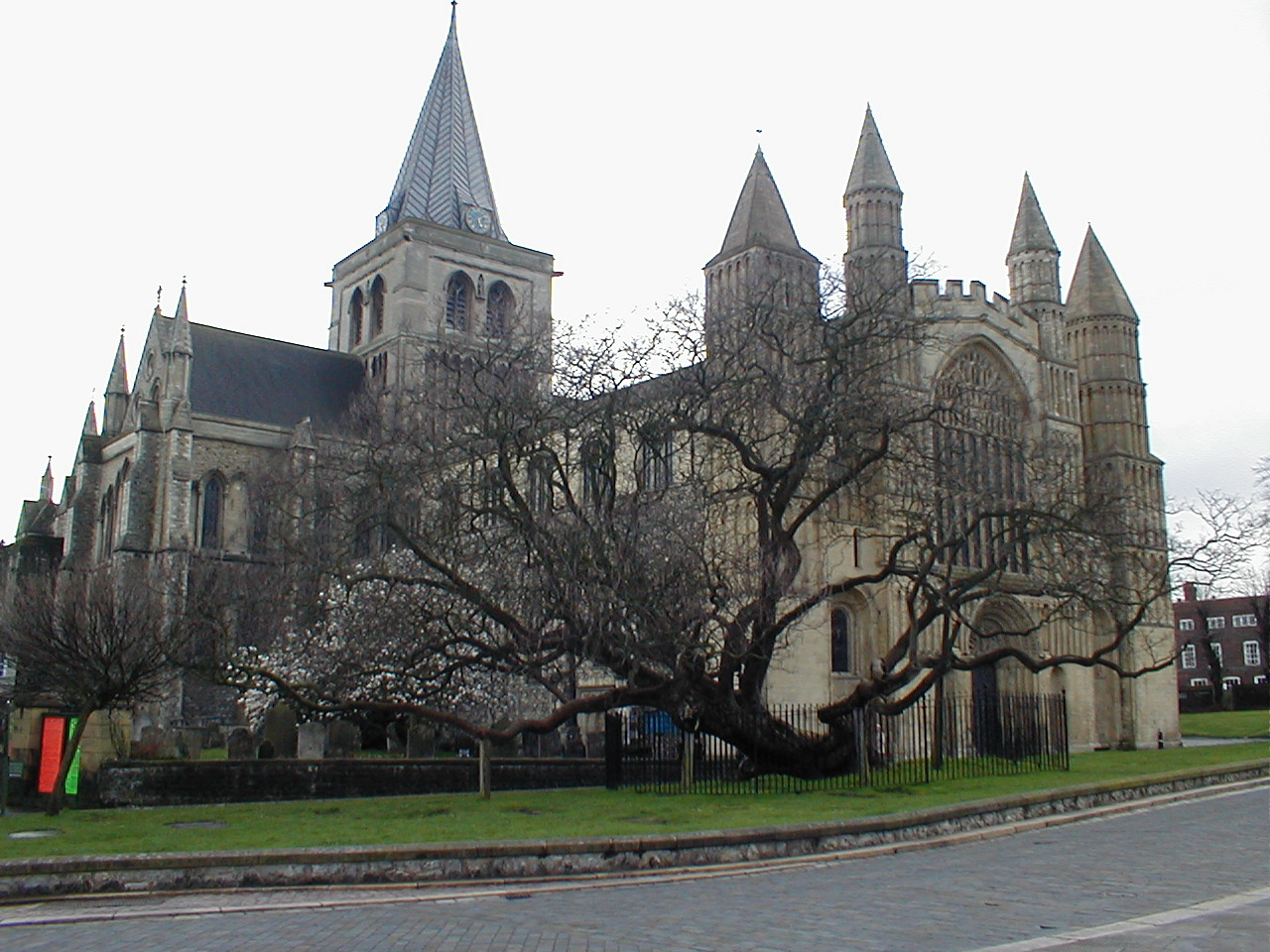
로체스터 교구 (로체스터 대성당)
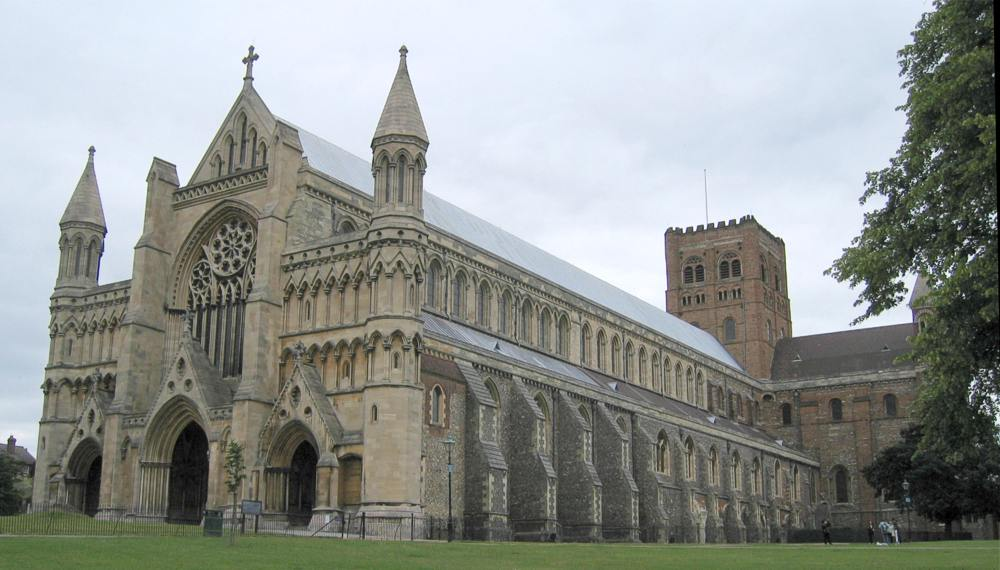
세인트올번스 교구 (성 알반 성당)
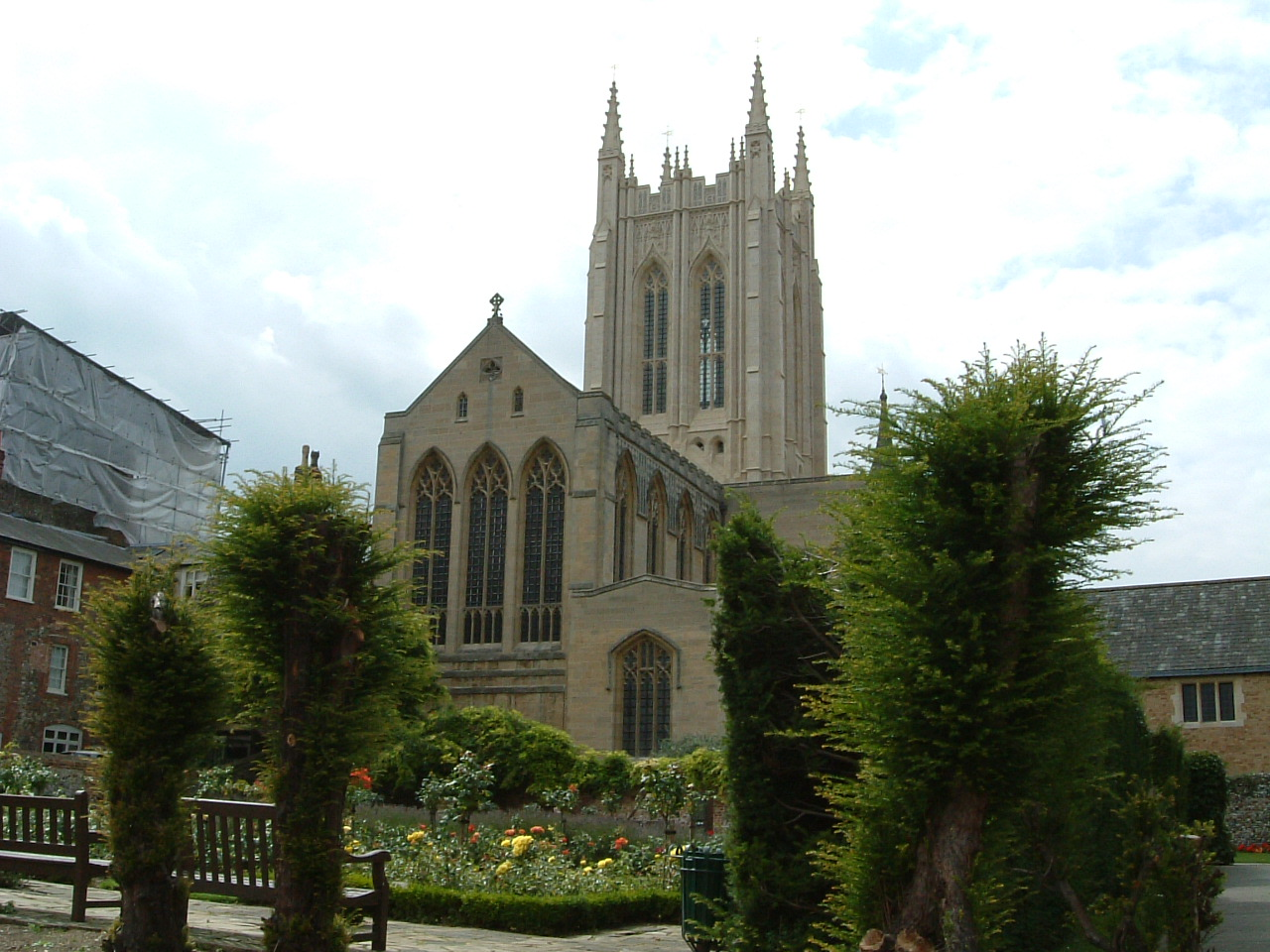
세인트 에드먼드베리-입스위치 교구 (성 에드먼드 성당)
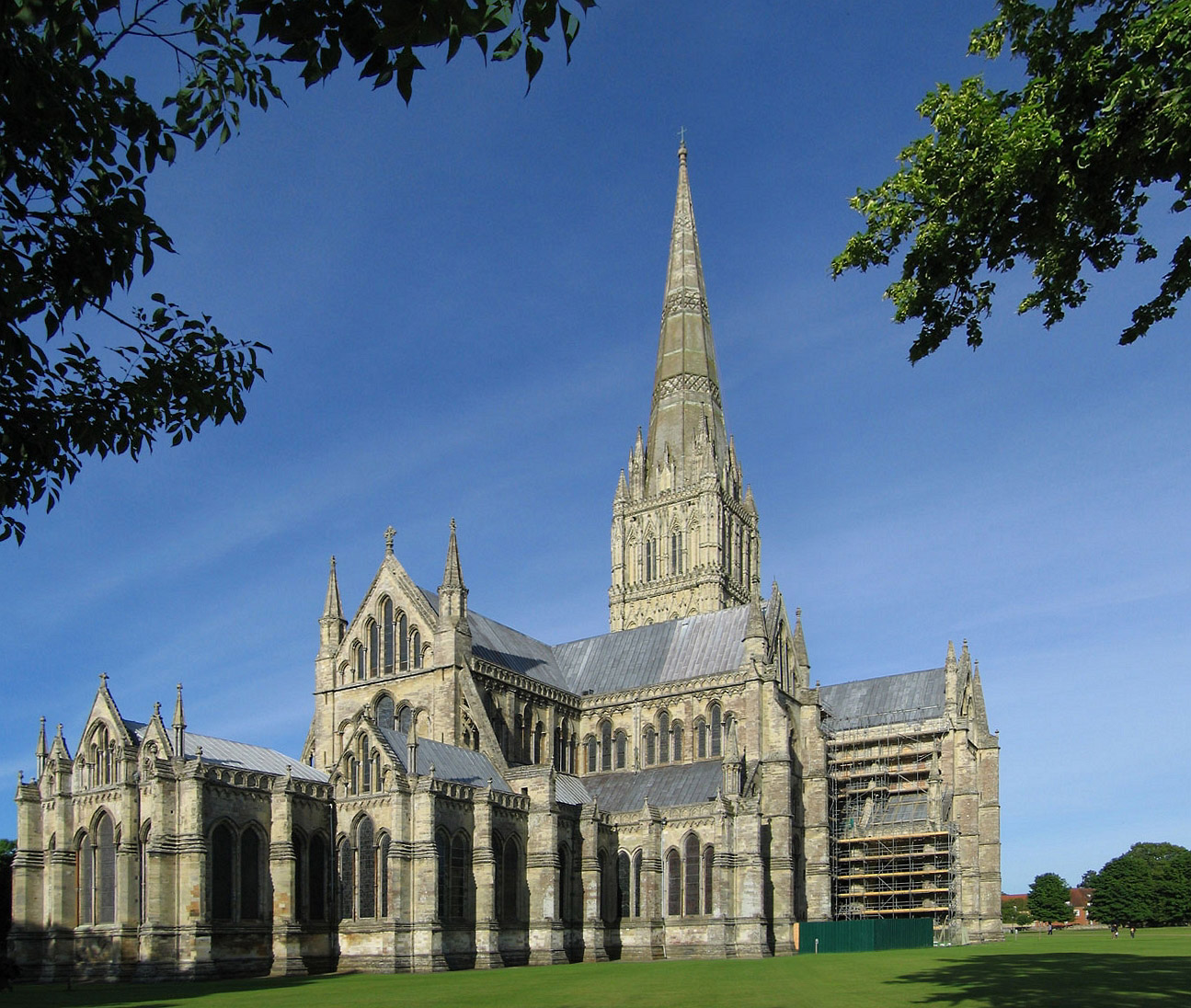
솔즈버리 교구 (솔즈버리 대성당)
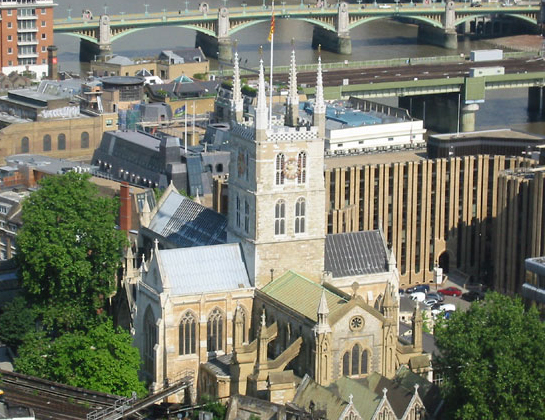
서덕 교구 (서덕 대성당)
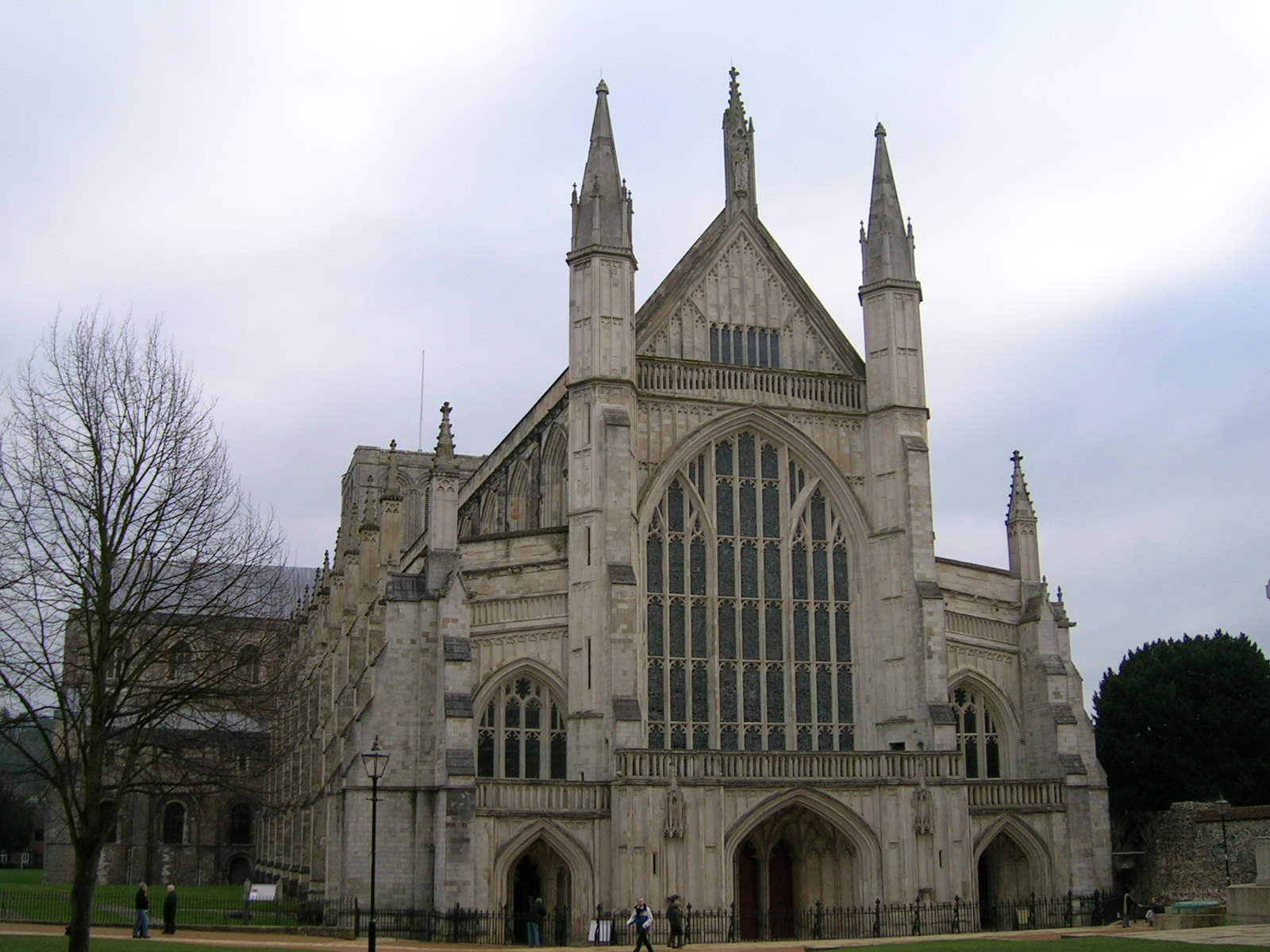
윈체스터 교구 (윈체스터 대성당)
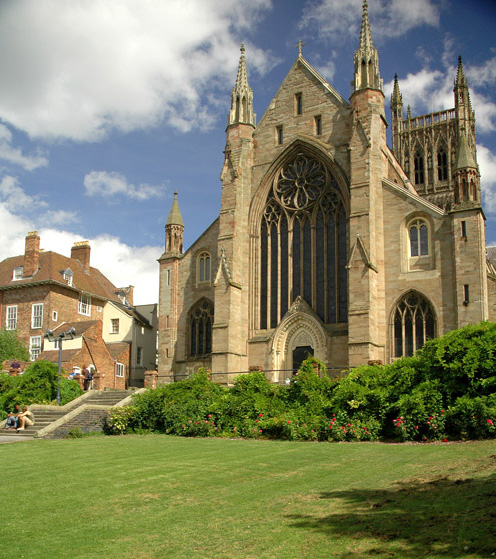
우스터 교구 (우스터 대성당)

### 요크 관구

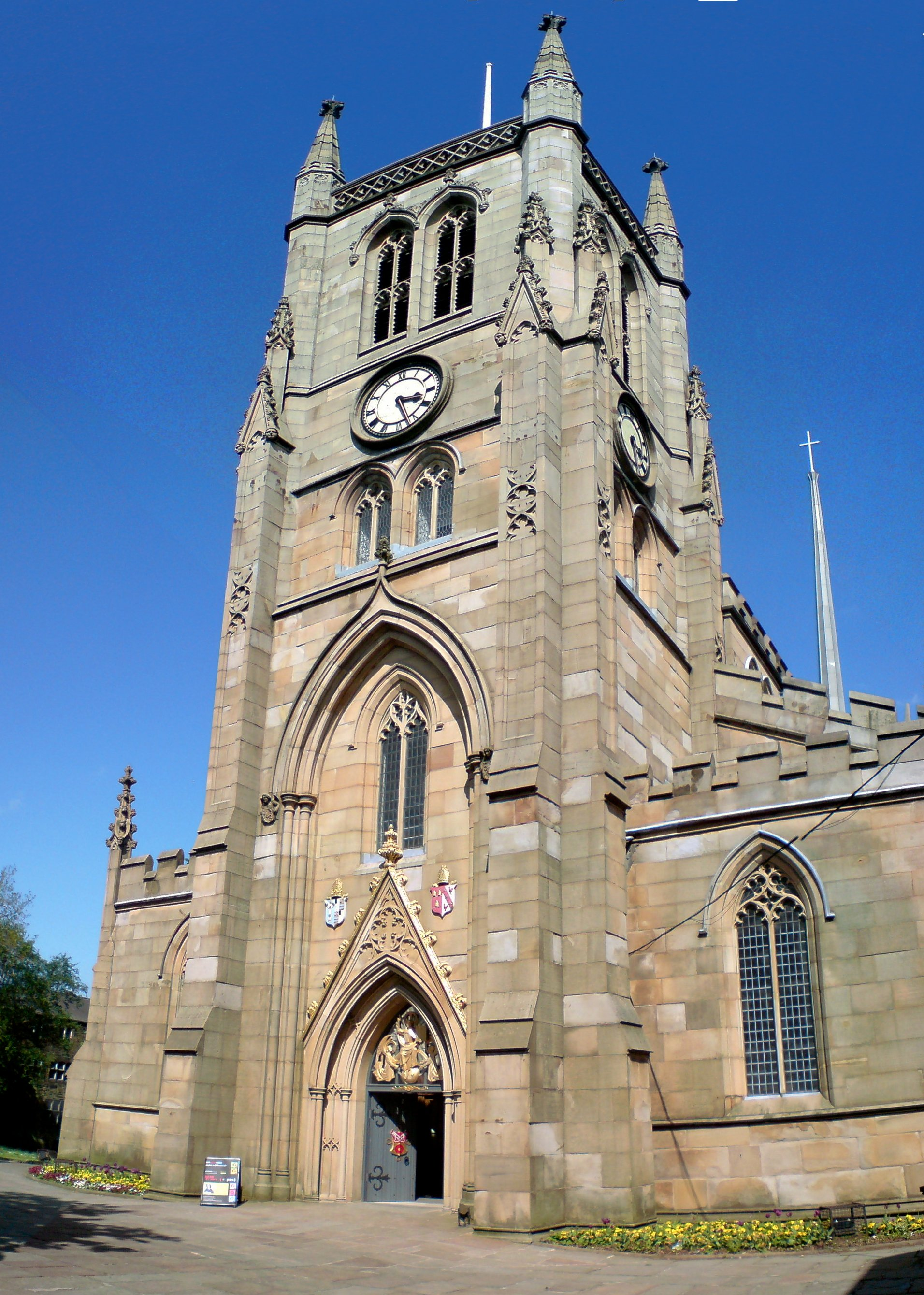
블랙번 교구 (블랙번 대성당)
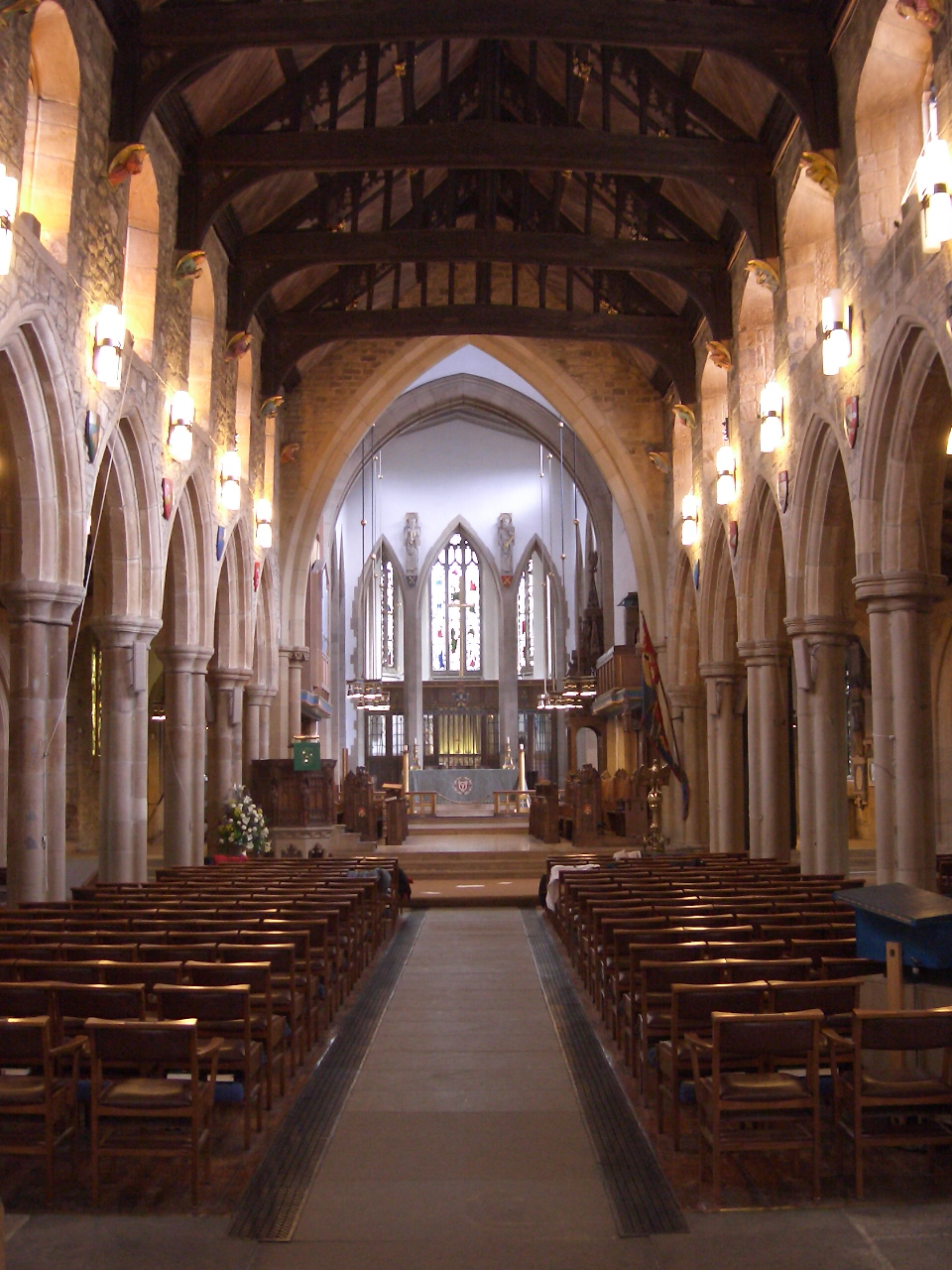
브래드퍼드 교구 (브래드퍼드 대성당)
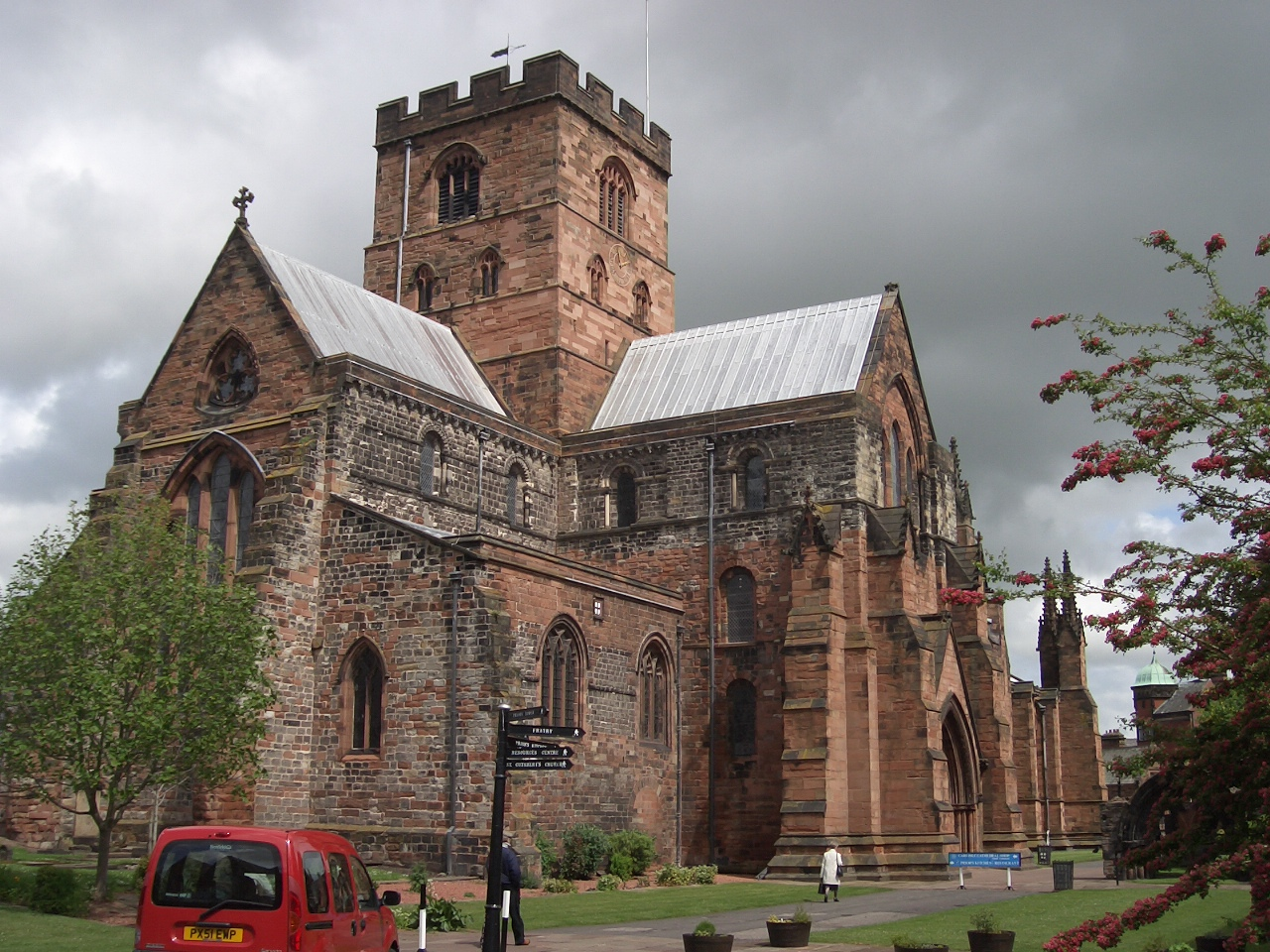
칼라일 교구 (칼라일 대성당)
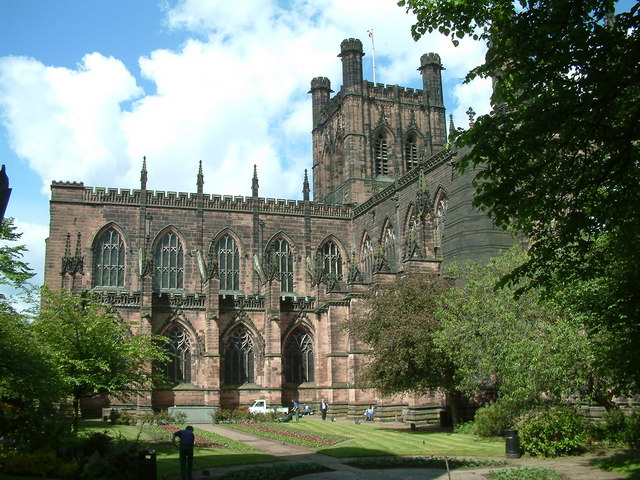
체스터 교구 (체스터 대성당)
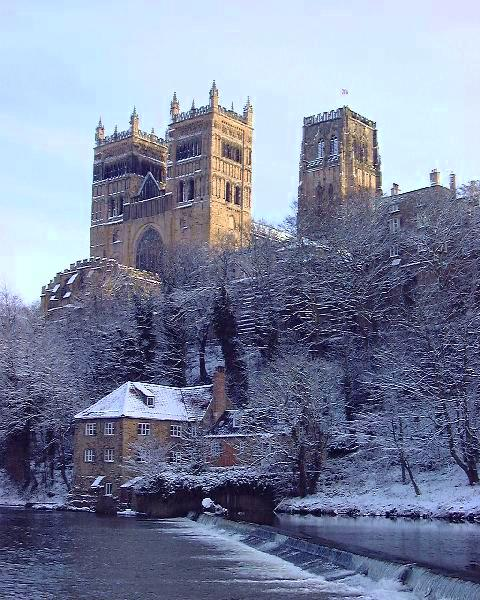
더럼 교구
(더럼 대성당)[17]
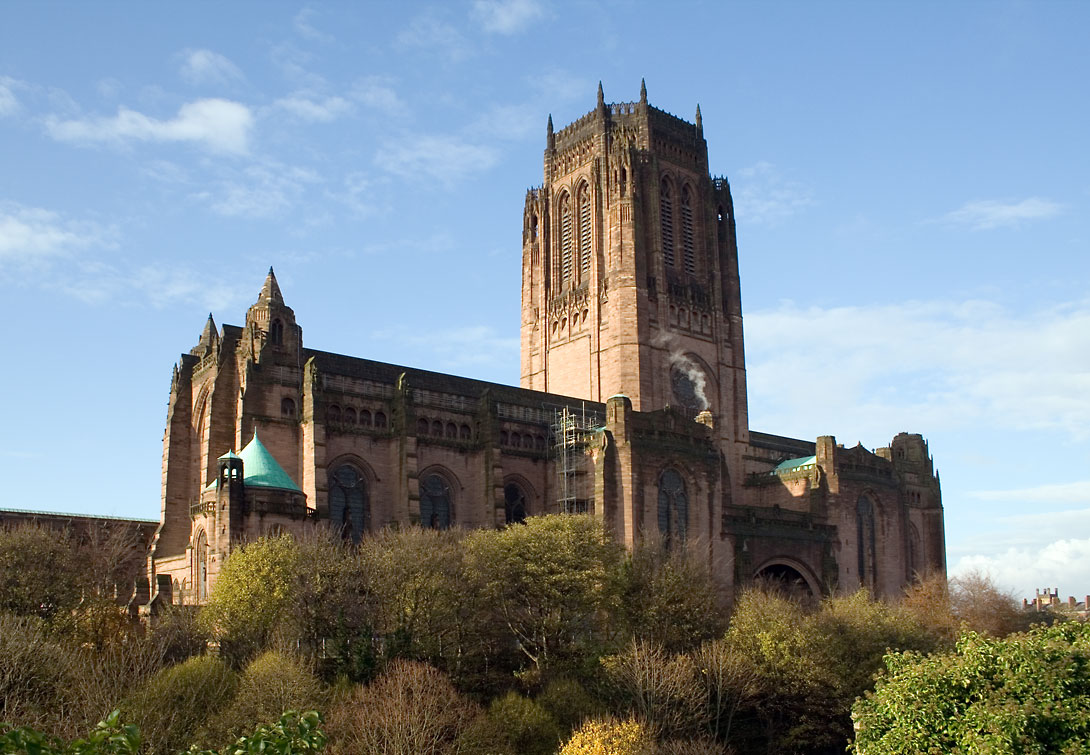
리버풀 교구 (리버풀 대성당)
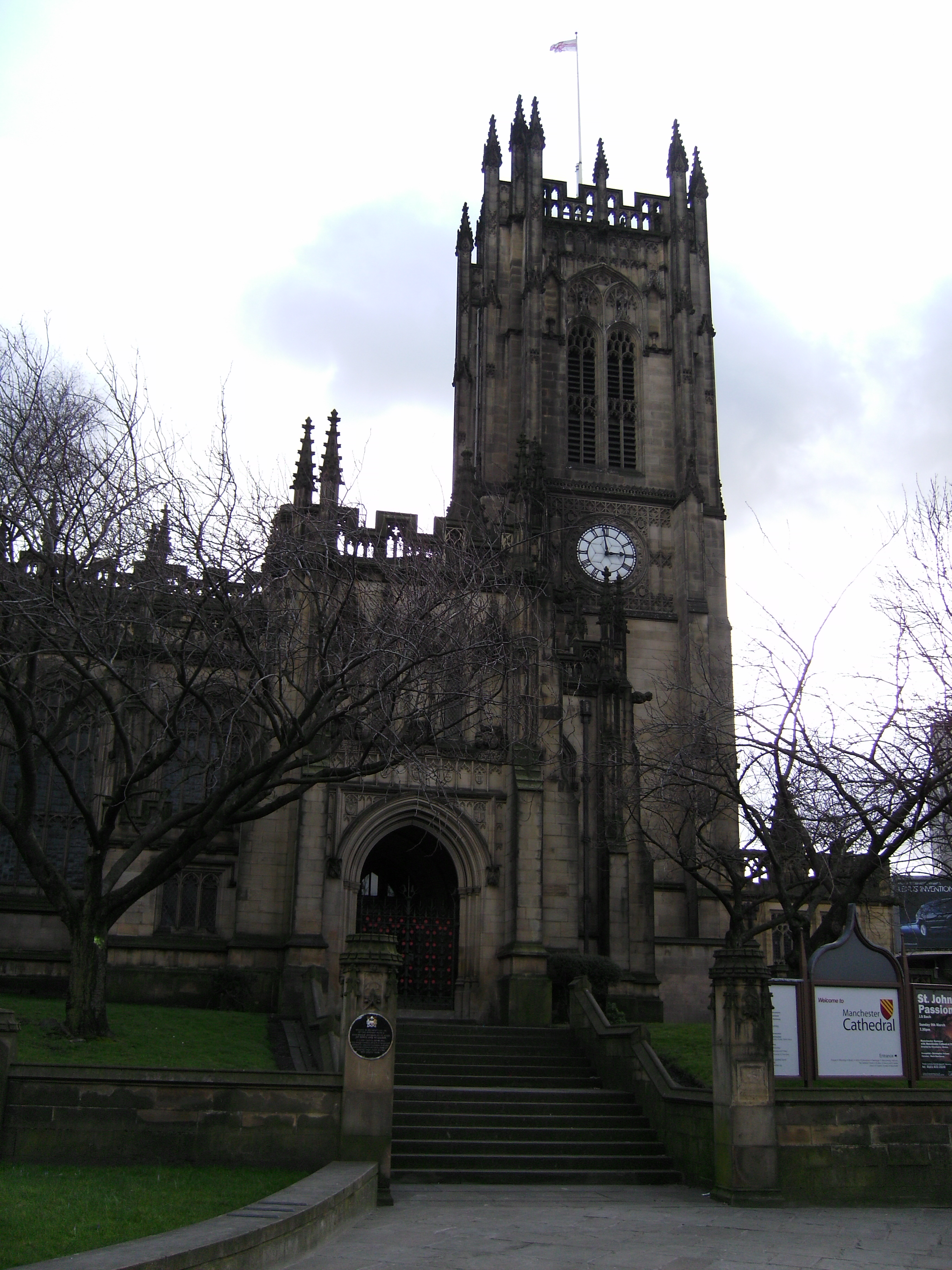
맨체스터 교구 (맨체스터 대성당)
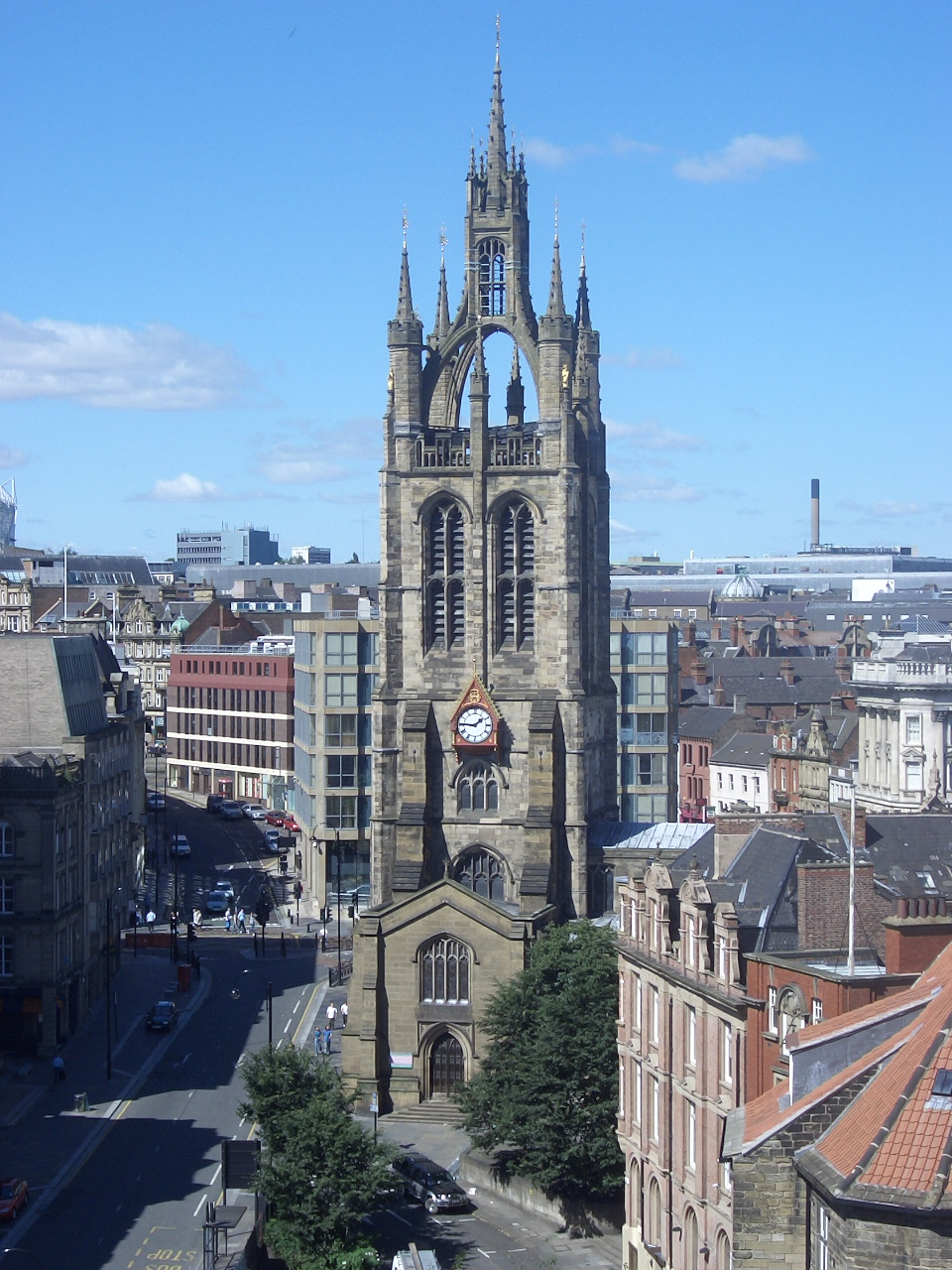
뉴카슬 교구 (뉴카슬 대성당)
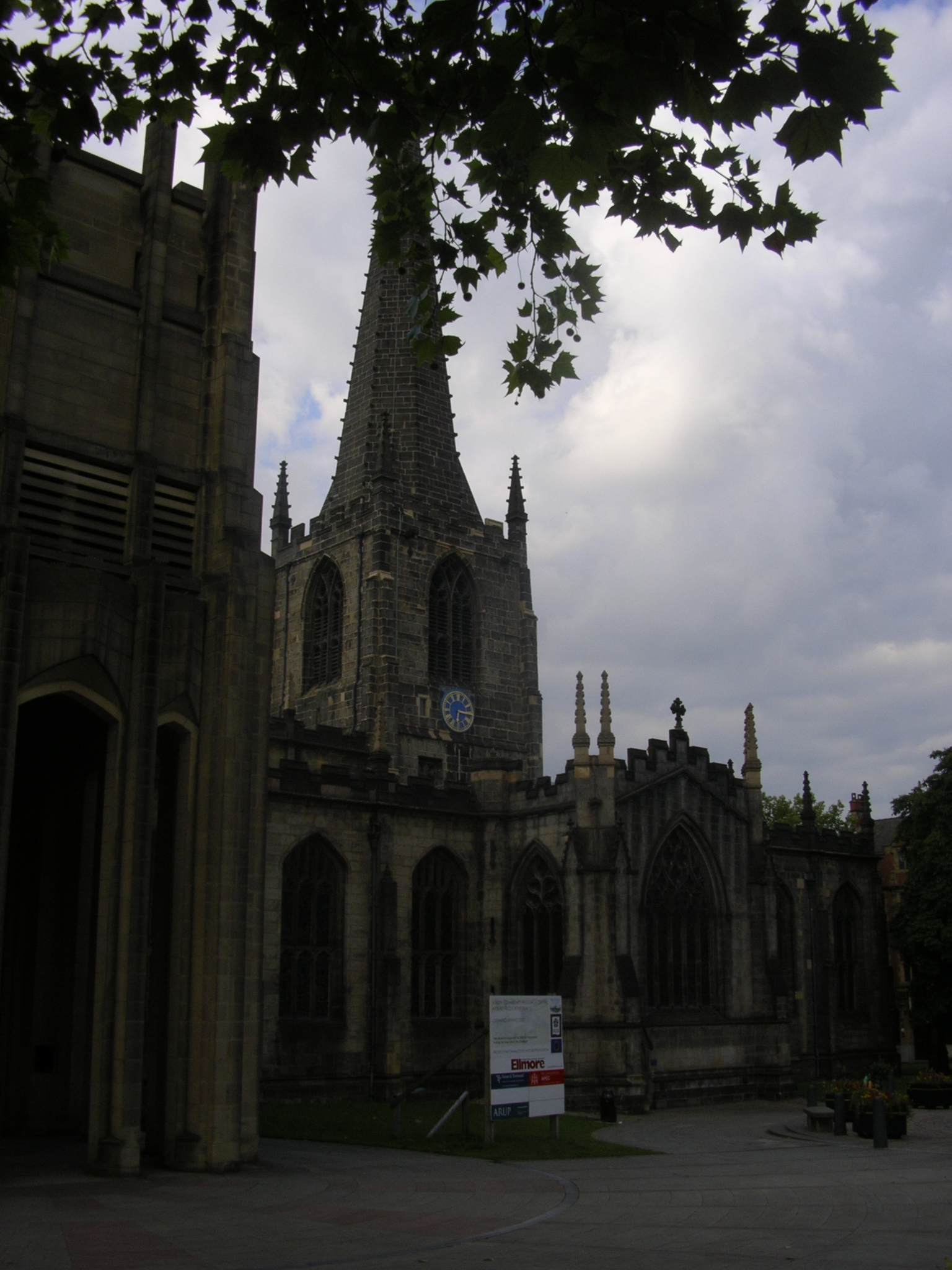
셰필드 교구 (셰필드 대성당)
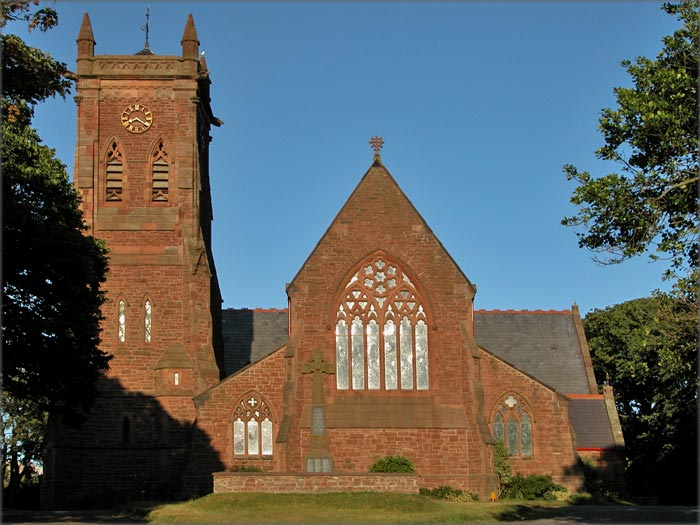
소더-맨 교구 (필 대성당)
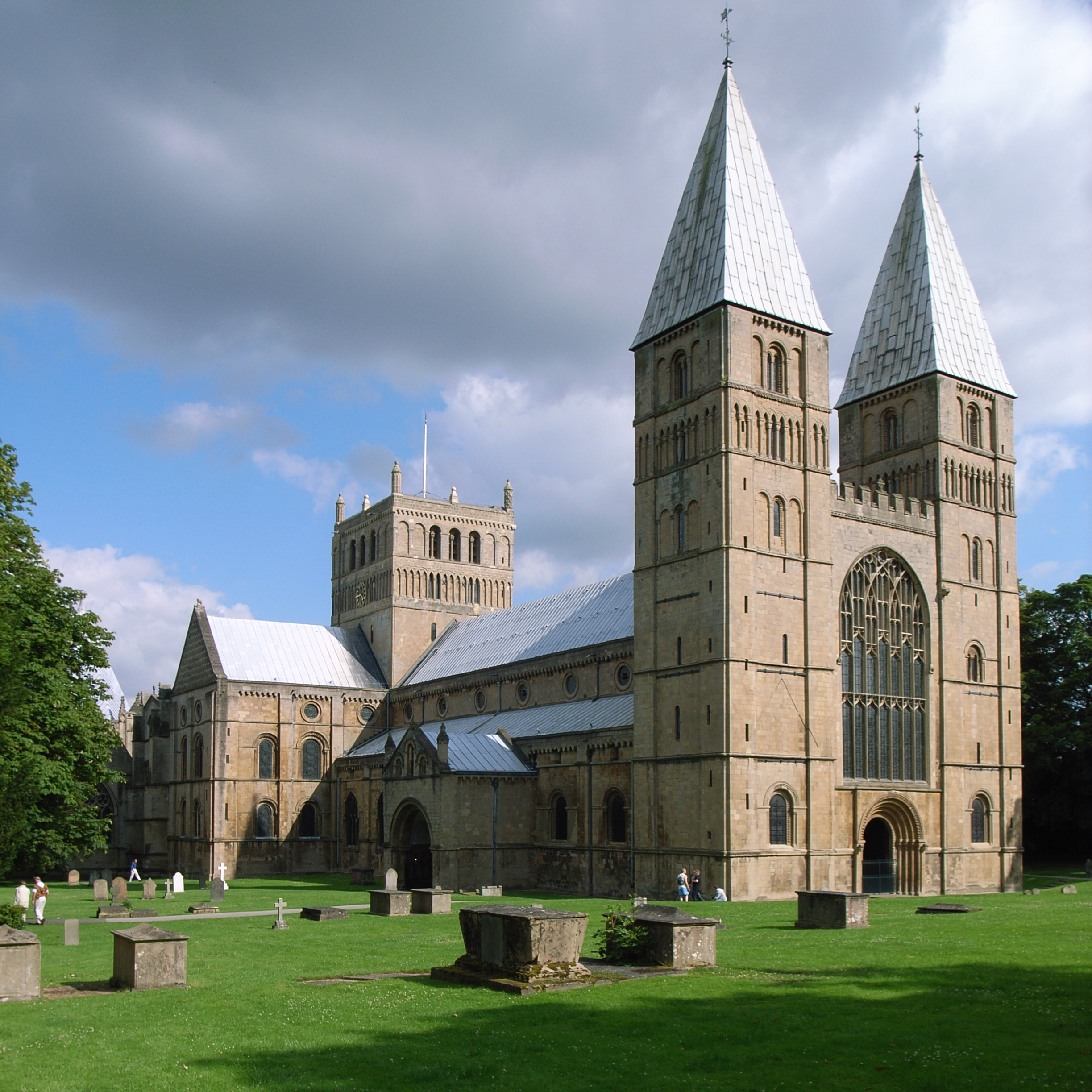
사우스웰-노팅엄 교구 (사우스웰 대성당)
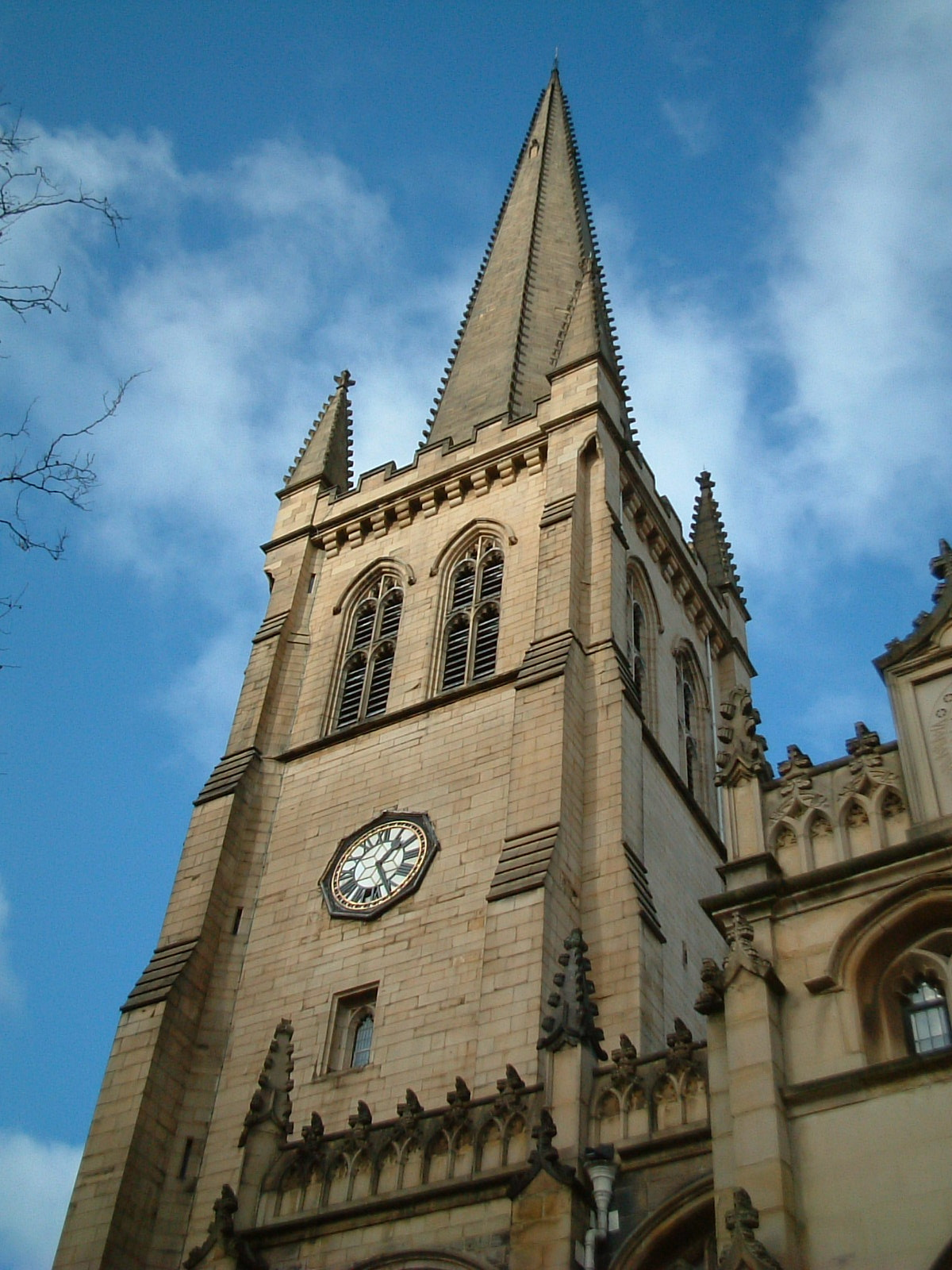
웨이크필드 교구 (웨이크필드 대성당)
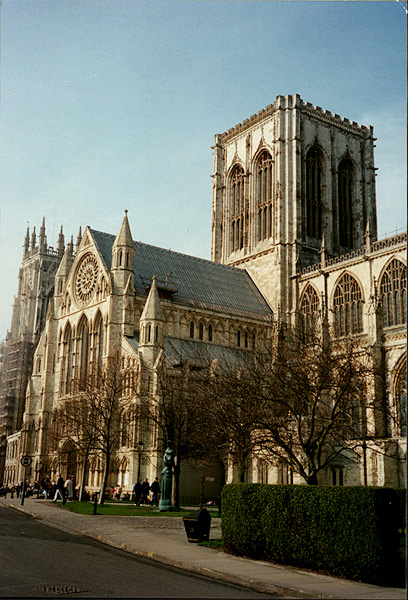
요크 교구 (요크 대성당)

## 같이 보기
- 성공회